# Modugno (Italia)
Modugno (Mdùgn in dialetto locale) è un comune italiano di 35 917 abitanti facente parte della città metropolitana di Bari in Puglia.
Posto nell'immediato entroterra barese, pochi chilometri a sud-ovest dal capoluogo, a partire dagli anni sessanta, con la costruzione della zona industriale di Bari che occupa la parte nord del territorio comunale, ha sostituito la tradizionale vocazione agricola per diventare un centro manifatturiero caratterizzato da un rapido sviluppo economico e demografico. Il 7 gennaio 2010 con un decreto il Presidente della Repubblica Giorgio Napolitano ha conferito a Modugno il titolo di città.

## Geografia fisica

### Territorio
Modugno è situata nell'immediato entroterra barese, pochi chilometri a sud-ovest del capoluogo pugliese, nel territorio detto anche "conca di Bari".
Il suo territorio è prevalentemente pianeggiante, ma caratterizzato da una continua e leggera pendenza in ascesa verso la Murgia. L'altitudine minima è di 45 m s.l.m. e quella massima è di 106.
Il suolo è di natura calcarea ed è interessato da fenomeni carsici. Il carsismo pugliese è causa della quasi totale assenza di corsi d'acqua superficiali, in quanto il terreno calcareo non è impermeabile. Altri fenomeni carsici caratteristici del territorio modugnese sono la formazione di grotte sotterranee e le lame.
Dal punto di vista idrogeologico, la città di Modugno sorge sullo spartiacque tra i bacini di lama Balice (in particolare il ramo noto come lama Misciano), che scorre a nord dell'abitato, e la lama Lamasinata, che ne interessa la porzione meridionale in direzione di Bitritto.
In conseguenza della sua posizione di spartiacque, non si segnalano elevati pericoli relativi al rischio di inondazione.
- Classificazione sismica[9]: zona 3 (sismicità bassa), Ordinanza PCM n. 3274 del 20/03/2003 aggiornata al 16/01/2006 con le comunicazioni delle Regioni.

### Clima
La città è caratterizzata da un clima mediterraneo (o, secondo la classificazione di Köppen, clima temperato delle medie latitudini), con inverni miti continentali ed estati calde e asciutte. La vicinanza del Mar Adriatico contribuisce alla mitigazione delle escursioni termiche. Tuttavia la città nei mesi invernali è spesso influenzata dalle correnti fredde di provenienza nord-orientale, che sporadicamente determinano precipitazioni a carattere nevoso. Le piogge, concentrate nei mesi invernali, sono caratterizzate da un regime estremamente variabile.
La stazione meteorologica più vicina a Modugno è quella di Bari Palese. Il 24 luglio 2007 presso questa stazione meteorologica si registrò la temperatura più elevata: 45,6 °C. La temperatura minima assoluta risale al 3 gennaio 1993, quando si registrarono -6,0 °C.
| BARI PALESE                     | Mesi        | Mesi        | Mesi        | Mesi        | Mesi        | Mesi        | Mesi        | Mesi        | Mesi        | Mesi        | Mesi        | Mesi        | Stagioni | Stagioni | Stagioni | Stagioni | Anno  |
| BARI PALESE                     | Gen         | Feb         | Mar         | Apr         | Mag         | Giu         | Lug         | Ago         | Set         | Ott         | Nov         | Dic         | Inv      | Pri      | Est      | Aut      | Anno  |
| ------------------------------- | ----------- | ----------- | ----------- | ----------- | ----------- | ----------- | ----------- | ----------- | ----------- | ----------- | ----------- | ----------- | -------- | -------- | -------- | -------- | ----- |
| T. max. media (°C)              | 12,1        | 12,7        | 14,7        | 17,9        | 22,2        | 25,8        | 28,4        | 28,3        | 25,4        | 21,0        | 16,8        | 13,5        | 12,8     | 18,3     | 27,5     | 21,1     | 19,9  |
| T. min. media (°C)              | 4,9         | 4,8         | 6,3         | 8,6         | 12,9        | 16,7        | 19,3        | 19,4        | 16,3        | 12,6        | 8,6         | 6,2         | 5,3      | 9,3      | 18,5     | 12,5     | 11,4  |
| T. max. assoluta (°C)           | 24,0 (1979) | 24,0 (1990) | 27,2 (1977) | 32,6 (1985) | 39,1 (1994) | 45,5 (2007) | 45,6 (2007) | 44,8 (1994) | 39,0 (1988) | 35,2 (1979) | 26,8 (2000) | 23,0 (1989) | 24,0     | 39,1     | 45,6     | 39,0     | 45,6  |
| T. min. assoluta (°C)           | −5,9 (1993) | −3,0 (1979) | −2,4 (1987) | −1,0 (2003) | 5,3 (1987)  | 7,8 (1986)  | 12,8 (1971) | 12,8 (1976) | 8,4 (1979)  | 4,0 (1972)  | 0,0 (1977)  | −3,0 (1986) | −5,9     | −2,4     | 7,8      | 0,0      | −5,9  |
| Giorni di calura (Tmax ≥ 30 °C) | 0           | 0           | 0           | 0           | 0           | 5           | 11          | 12          | 3           | 0           | 0           | 0           | 0        | 0        | 28       | 3        | 31    |
| Giorni di gelo (Tmin ≤ 0 °C)    | 1           | 1           | 1           | 0           | 0           | 0           | 0           | 0           | 0           | 0           | 0           | 1           | 3        | 1        | 0        | 0        | 4     |
| Precipitazioni (mm)             | 53,7        | 64,2        | 42,0        | 40,5        | 34,9        | 23,3        | 25,4        | 30,4        | 59,7        | 61,5        | 72,7        | 54,3        | 172,2    | 117,4    | 79,1     | 193,9    | 562,6 |
| Giorni di pioggia               | 7           | 8           | 7           | 6           | 5           | 4           | 3           | 4           | 5           | 6           | 8           | 7           | 22       | 18       | 11       | 19       | 70    |
| Giorni di nebbia                | 1           | 1           | 0           | 0           | 0           | 0           | 0           | 0           | 0           | 0           | 0           | 0           | 2        | 0        | 0        | 0        | 2     |
| Umidità relativa media (%)      | 76          | 73          | 72          | 69          | 69          | 66          | 65          | 67          | 70          | 75          | 77          | 77          | 75,3     | 70       | 66       | 74       | 71,3  |

- Classificazione climatica[12]: zona C, 1311 GG

## Origini del nome
Il primo documento dove si trova il nome di Modugno risale al maggio 1021. Si tratta di un contratto con il quale un tale Traccoguda "de loco Medunio" dava in prestito otto soldi a Giovanni e Mele di Bitetto, ricevendo in pegno una vigna che si trovava "in ipso loco Medunio", lungo la via che collegava Modugno a Bitetto.

L'ipotesi maggiormente accreditata sull'origine del nome "Modugno" è quella che lo farebbe derivare da "Medunium", ovvero "in medio", a metà strada tra Bitonto e Bari. Nella centuriazione (divisione dell'agro) romana, il primo nucleo di Modugno doveva, infatti, trovarsi al confine tra l'Ager Butuntinus e l'Ager Varinus.
Un'altra ipotesi sull'etimologia del termine Modugno è legata al nome della piccola altura dove sorse il primo borgo modugnese: La Motta. In questo caso "Metu-genus" o "Mottu-genus" significherebbe "sorto sulla motta".
Esiste ancora un'altra ipotesi, ma ritenuta poco affidabile, secondo la quale il nome di Modugno deriverebbe dalla città greca di Medon o da quella di Modon: i colonizzatori greci usavano dare il nome delle proprie città di origine alle nuove colonie. Ma ciò presupporrebbe che l'origine di Modugno sia di molto precedente a quella che si ritiene comunemente.

## Storia
(Dott. Vitangelo Maffei nella "Relazione delle cose notabili di Modugno", 1774)

### Origini e Medioevo

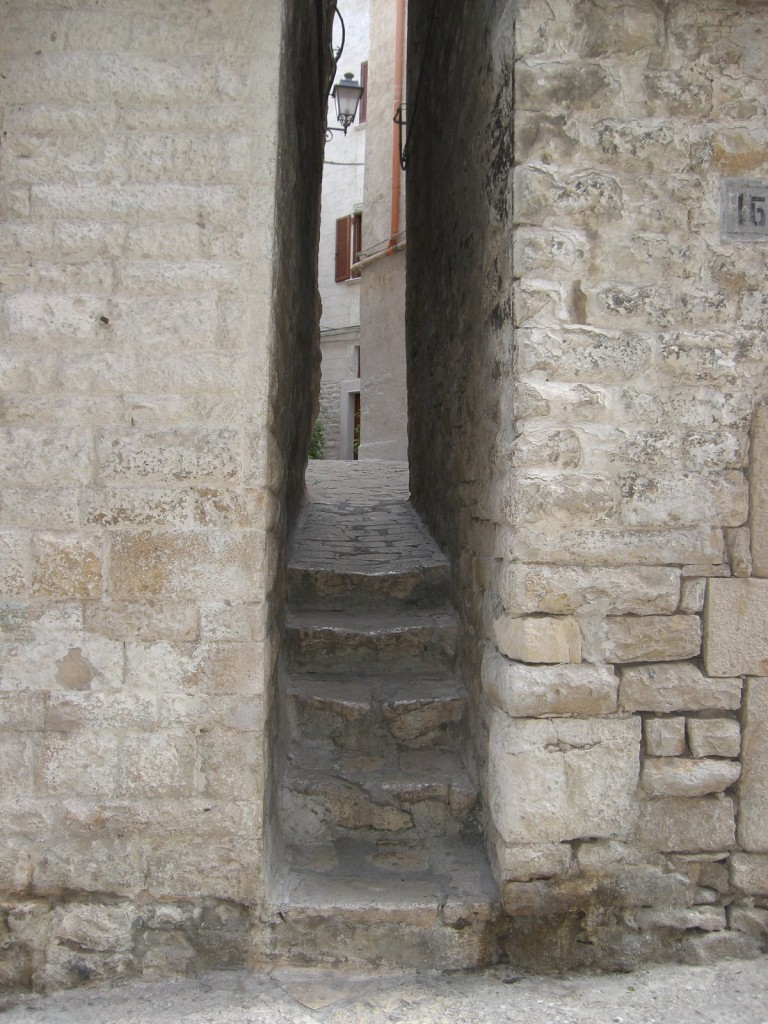
La Motta

Modugno ha una storia che risale a tempi remoti, in quanto il territorio comunale è stato abitato sin dalla preistoria. Infatti, molteplici sono i ritrovamenti archeologici avvenuti nel territorio comunale, come quelli di resti di una necropoli peuceta risalente al VII-VI secolo a.C.
Il primo centro urbano fu fondato probabilmente nell'Alto Medioevo, nel periodo della dominazione bizantina, intorno alla chiesa di Santa Maria. Di questo periodo si conservano i primi documenti che riportano il nome della città: si tratta di bolle pontificie che annoverano Modugno fra le sedi vescovili suffraganee di Bari.
Durante le dominazioni normanna e sveva il Sud Italia conobbe un periodo di sviluppo. Le fonti storiche sono discordanti sui feudatari di Modugno nel periodo normanno: secondo alcuni era un possedimento della famiglia Loffredi, secondo altre fonti, invece, Modugno fu donata in feudo a Ursone (o Orso), vescovo di Rapolla, da Roberto il Guiscardo, nel 1078, quando fu trasferito da Rapolla a Bari. Di per certo, Modugno faceva parte del feudo concesso agli arcivescovi di Bari durante il regno di Federico II di Svevia.

### Dal periodo angioino alla dominazione austriaca
Nel periodo angioino il feudo di Modugno era conteso fra la famiglia Chyurlia e gli arcivescovi di Bari. In queste dispute il borgo venne parzialmente distrutto e poi ricostruito dall'arcivescovo Romualdo.

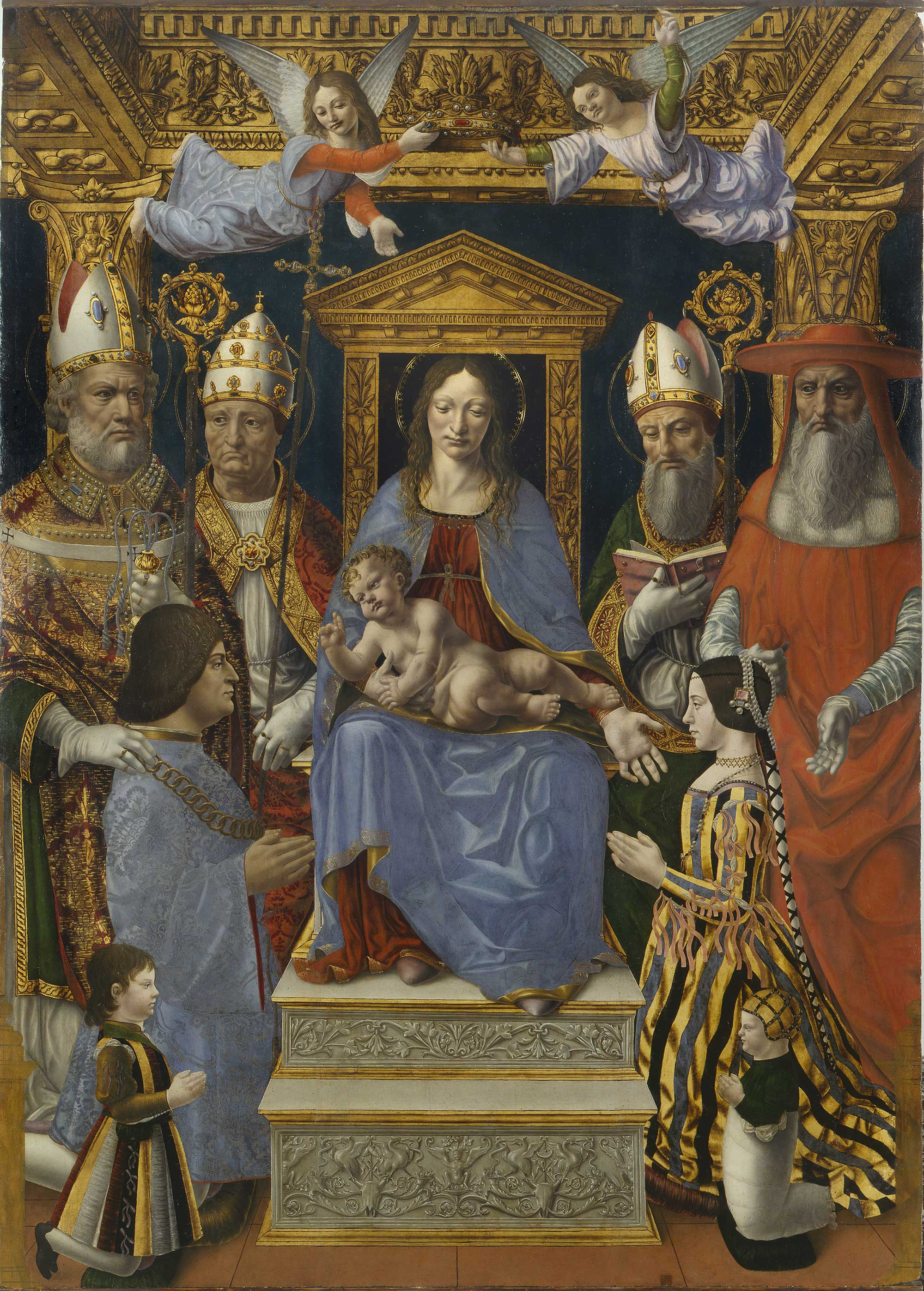
Ludovico il Moro e sua moglie Beatrice d'Este, duchi di Bari, nella Pala Sforzesca.

Nella seconda metà del XIV secolo, sul trono del Regno di Napoli agli Angiò successero gli Aragonesi. Modugno, fedele agli Aragonesi, ricevette da Ferrante diversi privilegi fiscali e la libertà dal giogo feudale, seppur per un breve periodo. In seguito, nel 1464, Ferrante concesse ai suoi alleati della famiglia Sforza la città di Modugno, con Palo del Colle e Bari, a formare un ducato. Nel 1465 fu investito del ducato Sforza Maria, terzogenito di Francesco Sforza, in vista del suo matrimonio con Eleonora d'Aragona, figlia del re, e col consenso del padre Francesco, che rinunciava così ai propri diritti sui feudi donati al figlio, compreso Modugno. Sforza Maria fu, tra l'altro, l'unico Sforza a recarsi personalmente nei territori a lui intestati, durante l'esilio barese del 1477-1478. Morto quest'ultimo nel 1479 senza figli, il ducato passò al di lui fratello Ludovico il Moro e, a partire dall'anno successivo, anche alla sua promessa sposa Beatrice d'Este, per volontà dell'avo Ferrante che gliela concedeva in matrimonio. Alla morte di Beatrice, nel 1497, Ludovico (ormai duca di Milano) cedette l'intero ducato di Bari al loro secondogenito Sforza Francesco, ma questi non ne godette che fino al 1499, poiché a causa dell'imminente invasione francese del ducato di Milano e di una confusa e infruttuosa manovra politica del padre Ludovico, Modugno con l'intero ducato di Bari fu occupato da Isabella d'Aragona, pur continuando a esserne titolare Francesco.

Durante questo periodo (e in particolar modo durante il governo di Isabella d'Aragona e della figlia Bona Sforza), Modugno visse uno dei periodi di suo massimo splendore. Alla morte di Bona, Modugno passò in mano alla corona di Spagna, che considerava l'Italia come colonia da sfruttare economicamente e come territorio di frontiera a difesa dai Turchi. Il monarca Filippo II, avendo bisogno di denaro, nel 1558 vendette il feudo al viceré di Sicilia Don Garzia di Toledo per 44 000 ducati. Alla morte del viceré, Modugno ritorno alla disponibilità della corona; dopodiché, nel 1580 Filippo II vendette nuovamente Modugno per 40 000 ducati al genovese Ansaldo Grimaldi, suo consigliere. L'anno seguente la città di Modugno riuscì a raccogliere i 40 000 ducati necessari per rimborsare Grimaldi e acquisire la libertà dal giogo feudale. Tuttavia, questa ingente spesa e le continue richieste di denaro del governo centrale portarono al fallimento dell'Università di Modugno nel 1666.

La regina Bona Sforza. Il Seicento è uno dei periodi di maggiore splendore della storia di Modugno

La situazione di crisi economica delle finanze comunali e di vessazioni da parte del governo del Regno di Napoli continuò anche durante la successiva dominazione austriaca. In questo periodo Modugno fu tenuta in grande conto presso la corte austriaca dell'imperatore Carlo VI, grazie all'operato del Ministro dell'Impero, conte Rocco Stella. Per lo stesso imperatore combatté anche un altro nobile modugnese: Giuseppe Carlo Capitaneo.

### Regno borbonico, periodo napoleonico e restaurazione
Il 15 maggio 1734 Carlo di Borbone divenne il nuovo re di Napoli, dando il via al dominio dei Borboni. Fu promotore di una politica riformista che gli valse la fama di monarca illuminato. Il modugnese Francesco Struggibinetti fu medico di corte di Carlo III e insigne trattatista. Eusebio Capitaneo si distinse nell'esercito di Carlo III, acquisendo nel 1803 il grado di tenente-colonnello.

La bandiera della Repubblica Napoletana del 1799, ispirata al tricolore francese

La Rivoluzione francese fece sentire i propri effetti anche nel Regno di Napoli dove ci fu una insurrezione giacobina che portò alla costituzione della Repubblica Napoletana. Per contrastare la Repubblica Napoletana si costituì, al comando del cardinale Ruffo di Calabria, il cosiddetto "Esercito della Santa Fede" (da cui il nome Sanfedisti) formato da popolani che volevano la restaurazione al trono di re Ferdinando IV di Borbone.
Essendo stato innalzato a Modugno l'albero della libertà (che era il simbolo giacobino della Repubblica Napoletana), il paese fu attaccato dalle truppe dell'esercito sanfedista rinforzato dagli abitanti di Carbonara di Bari e di Ceglie del Campo (che erano fedeli al re Ferdinando IV e quindi filoborbonici). L'assedio di Modugno avvenne il 10 marzo 1799 e vide vittoriose le forze in difesa della città. In quella giornata si verificò l'episodio ritenuto miracoloso dell'apparizione di una donna con in mano un fazzoletto (identificata nella Madonna Addolorata).
Dopo un breve periodo di restaurazione dei Borbone, nel 1806, per un decennio, si instaurò un governo filonapoleonico prima con Giuseppe Bonaparte e poi con Gioacchino Murat. In questo breve lasso di tempo furono adottate moltissime riforme: vennero aboliti gli ordini religiosi e confiscati i loro beni (a Modugno gli agostiniani dovettero lasciare la loro chiesa e i domenicani il convento), venne effettuata una riforma agraria e tributaria, venne adottato il sistema metrico decimale, fu stabilita la creazione di scuole in ogni comune (il 1º ottobre 1806 a Modugno venne creata la prima scuola che constava di due sezioni: quella maschile affidata al frate Domenico Carroccia e che faceva lezione nei locali della chiesa del Purgatorio e la sezione femminile affidata alla donzella Morena Anastasia che svolgeva le lezioni in un locale preso in fitto dalla famiglia Scarli), venne adottato il Codice Napoleonico e venne dato nuovo impulso all'economia grazie alla creazione di nuove fiere e mercati.
Al termine della repubblica napoleonica venne restaurato il regno borbonico, che durò fino all'Unità d'Italia nel 1861. A questo periodo risale l'abbattimento delle mura cittadine; negli anni 1821 e 1822 venne costruita la strada che collegava Bari ad Altamura che, nel tratto modugnese, corrisponde alle attuali via Roma e corso Vittorio Emanuele.

### Italia
Molti furono i modugnesi affiliati alla società segreta della Carboneria. Fra questi, un esponente di spicco fu Nicola Longo, noto medico. A Modugno venne costituita una sede carbonara detta "vendita Spirito Santo".
Modugno, dal 1861, fu unita al Regno d'Italia a seguito della sconfitta dell'esercito del Regno delle Due Sicilie contro i garibaldini. Il 3 novembre 1861 vennero cambiati i nomi ad alcune strade e piazze cittadine, intitolandole "piazza del Plebiscito, "corso Vittorio Emanuele", "piazza Garibaldi", "strada Cavour".
Durante il primo conflitto mondiale molti modugnesi furono arruolati nella Brigata Regina e nella Brigata Bari. Nel conflitto perirono 130 soldati modugnesi e diversi di essi si distinsero per valore e merito.
Cosa analoga avvenne nella seconda guerra mondiale, nella quale persero la vita 92 soldati modugnesi. Nel 1943 a Modugno sostarono sia alcuni reparti di soldati tedeschi in ritirata, sia degli alleati sbarcati in Sicilia.

### Simboli
(Don Nicola Milano in Modugno. Memorie storiche, 1970)
Lo stemma di Modugno rappresenta "un cardo selvatico con tre fiori, radici esposte e quattro foglie, dominante in campo azzurro su scudo sormontato da corona merlata".
La testimonianza più antica giunta sino a noi dello stemma del cardo selvatico è del 1568 e si può vedere sulla facciata del Palazzo della Regia Corte.
La versione attuale dello stemma cittadino, riconosciuta con decreto del capo del governo del 10 dicembre 1935, adottata nel 1946, riprende lo stemma litico risalente al 1639, presente in piazza del Popolo nell'angolo esterno della facciata della chiesa di S. Maria della Croce. Lo stesso stemma comunale in pietra è presente anche in cima all'ingresso del palazzo municipale (ex monastero di Santa Maria della Croce), in chiave di volta della Porta del Suburbio e sulla facciata della Sede del Sedile dei Nobili, dove lo stemma comunale è presente anche sulla ringhiera in ferro battuto.
Il cardo selvatico è una pianta restia a farsi soffocare dalle altre piante e capace di rispuntare anche dopo gli incendi.
Il significato simbolico del cardo selvatico allude al carattere fiero e autonomo dei modugnesi, capaci di resistere anche ai tentativi di oppressione e alle avversità. Questo carattere è ben documentato nella storia di Modugno: in diverse occasioni i modugnesi si sono autotassati per raccogliere il denaro necessario per comprare dai feudatari il territorio e acquisire la libertà. Tuttavia, considerando che la libertà dal vincolo feudale venne acquistato dai modugnesi successivamente al 1568, non è possibile che sia stato questo episodio a ispirare la scelta del simbolo di Modugno.
Altre teorie più recenti indicano il cardo come simbolo araldico di un luogo ben difeso e fortificato (con allusione alla fortezza della Motta) oppure come sinonimo di una tranquilla e prospera economia contadina.
Il gonfalone municipale è costituito da un drappo di azzurro.

### Onorificenze
Il 7 gennaio 2010, con un decreto, il Presidente della Repubblica Giorgio Napolitano ha conferito a Modugno il titolo di città.

## Monumenti e luoghi d'interesse

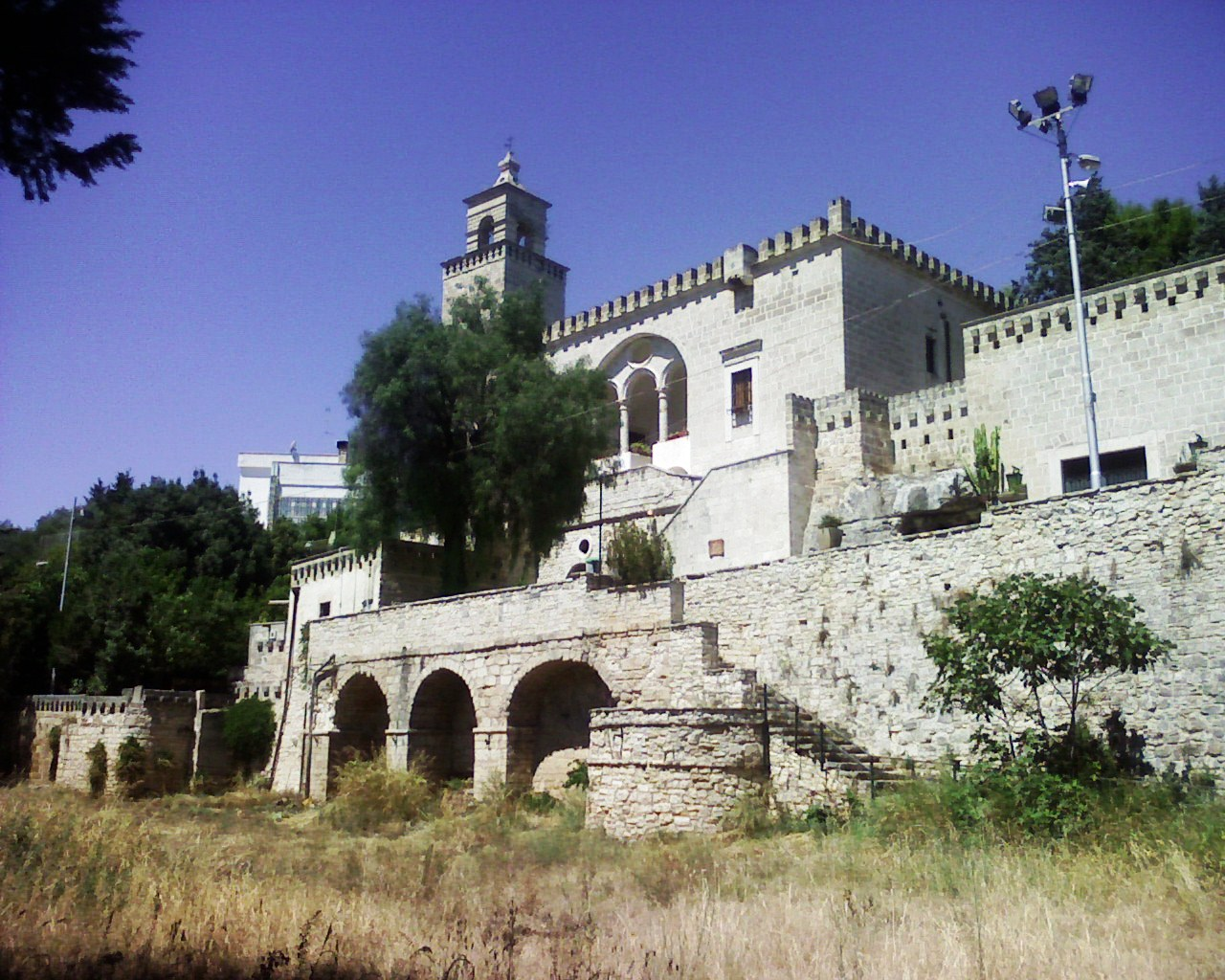
Il santuario di Santa Maria della Grotta

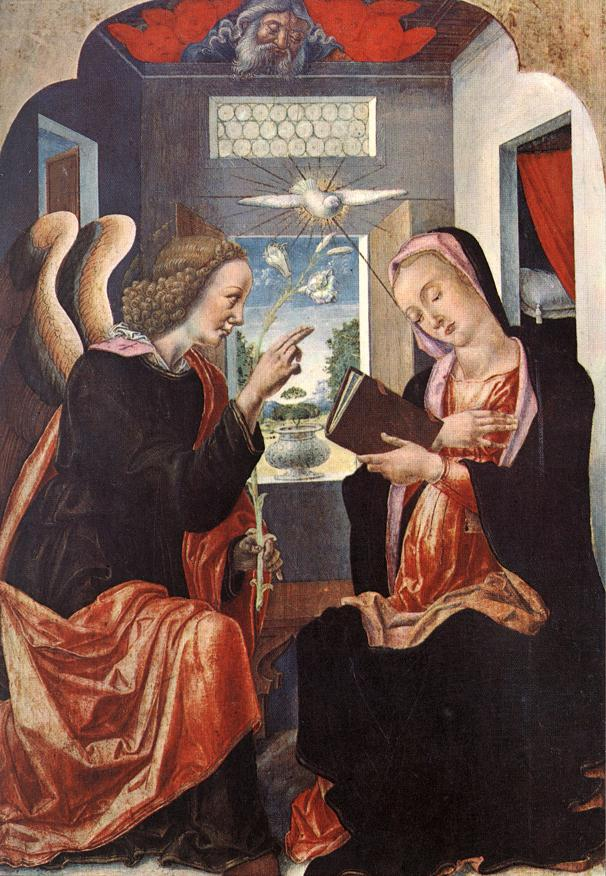
L'Annunciazione di Bartolomeo Vivarini, custodita nella chiesa di Maria Santissima Annunziata

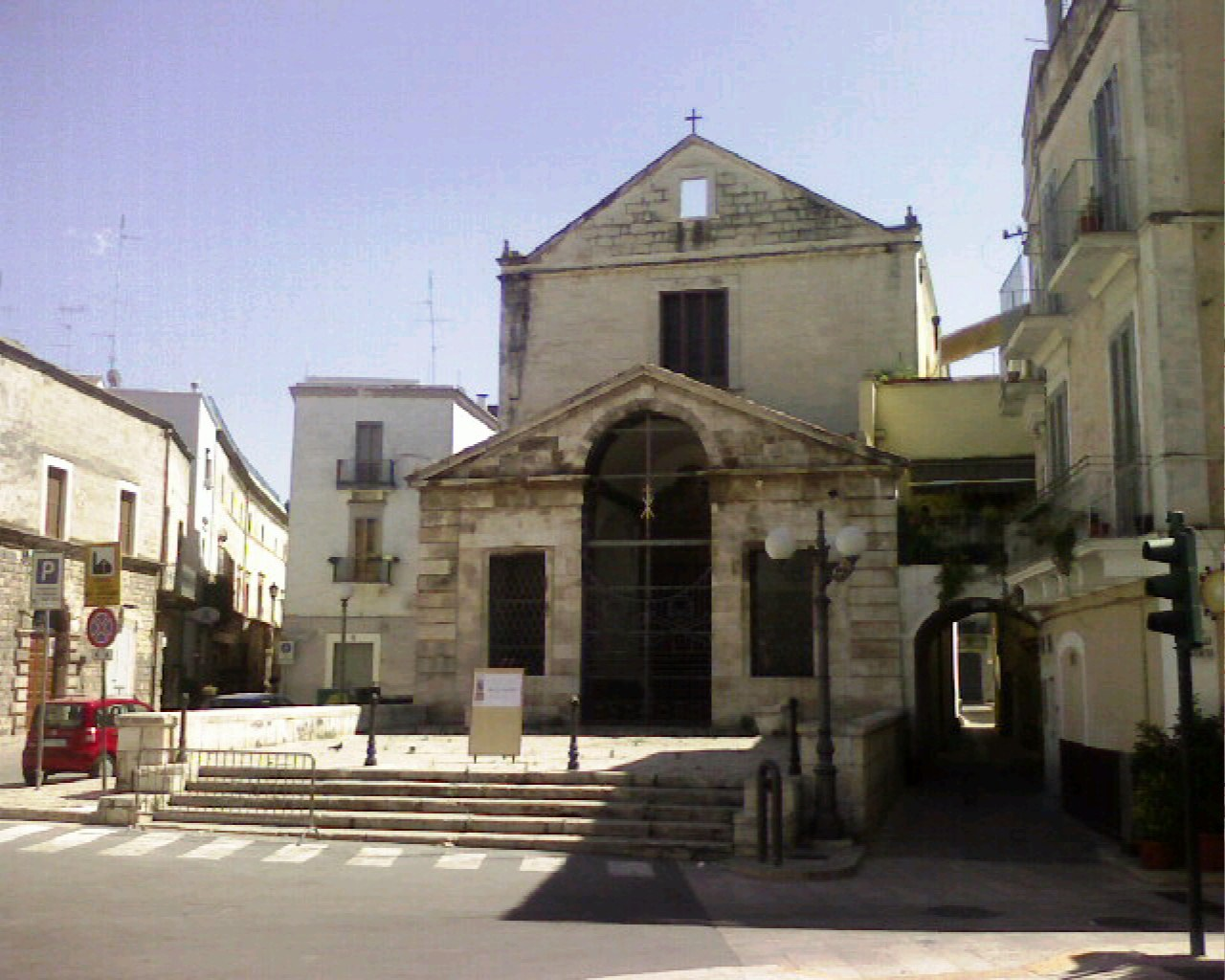
Chiesa di Santa Maria del Suffragio o del Purgatorio

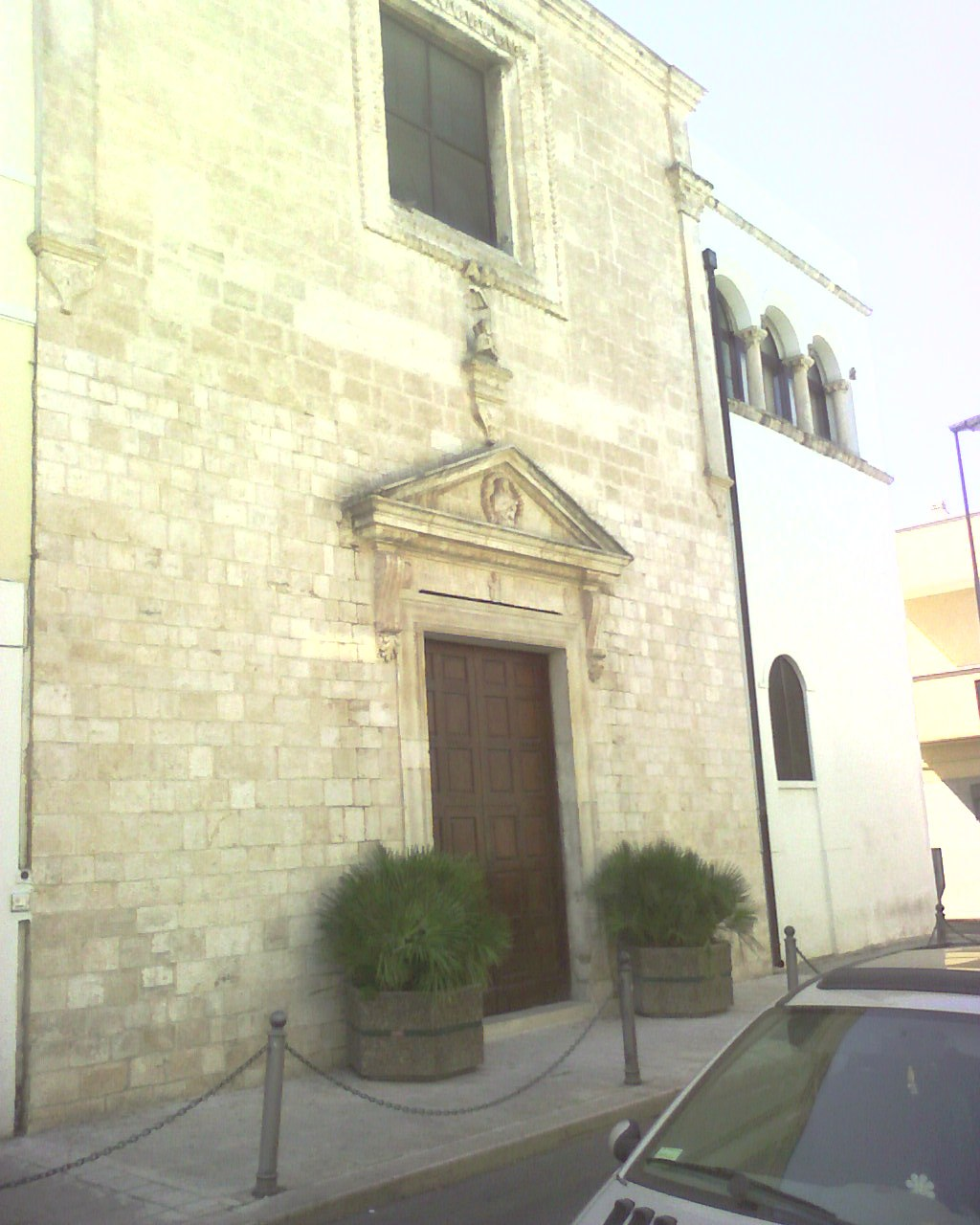
Chiesa di Sant'Agostino

### Architetture religiose

#### Santuario di Santa Maria della Grotta
Si tratta di un antico insediamento religioso presso lama Lamasinata, a tre chilometri dall'abitato in direzione di Carbonara; nell'VIII secolo vi era una chiesa rupestre, chiamata Santa Maria in Gryptam, che diede rifugio ai monaci basiliani in fuga dalle repressioni iconoclastiche. Nell'XI secolo vi sorse un'abbazia benedettina che per tutto il Medioevo fu tappa dei pellegrinaggi verso la Terrasanta. Dal 1139 al 1155 vi soggiornò san Corrado di Baviera.
Con la soppressione dell'abbazia, decretata da Roberto d'Angiò nel 1313, il sito venne progressivamente abbandonato, sino a essere trasformato nel XIX secolo in una villa turrita. Il complesso è stato recuperato, a partire dal 1974, dai padri rogazionisti.

#### Chiesa di Maria Santissima Annunziata
La chiesa di Maria Santissima Annunziata, fondata intorno all'anno Mille, è la chiesa matrice della cittadina. Nell'XI secolo fu cattedrale dell'effimera diocesi di Modugno. Fu restaurata nel 1347, nel 1518 e infine nel 1626 secondo il progetto del monopolitano Bartolomeo Amendola.
Dell'attuale facciata in sobrio stile tardo rinascimentale spiccano il gruppo scultoreo dell'Annunciazione posto sulle colonne corinzie ai lati del portale e i fregi dell'architrave. Il campanile, del 1615, alto oltre 60 metri, è in stile romanico pugliese ed è impreziosito da polifore.

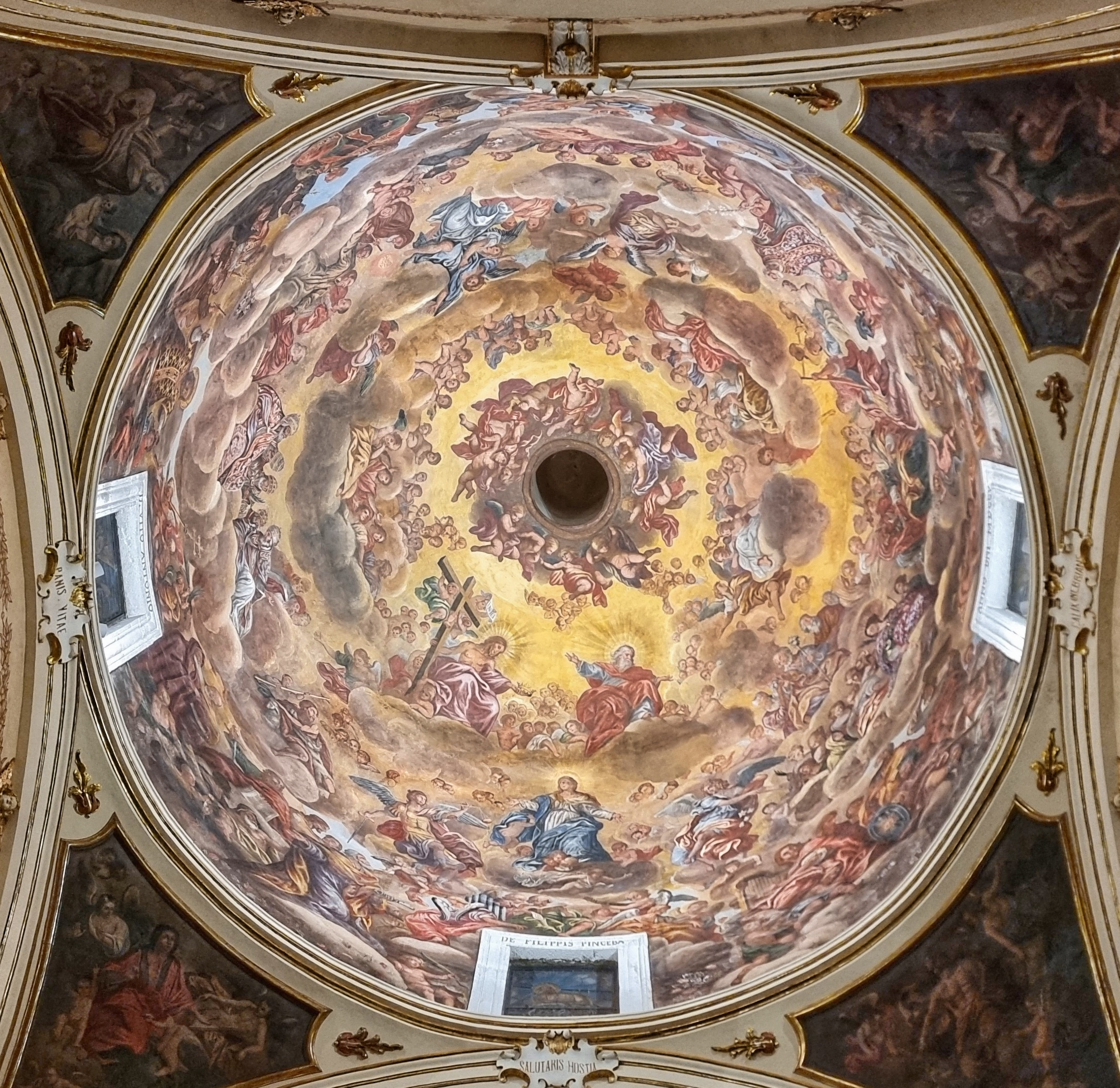
Cupola della cappella del SS Sacramento (il cappellone)

L'interno, costituito da un'unica grande navata, cui nel 1642 fu aggiunto un cappellone, negli altari gentilizi presenta per lo più decorazioni in stile barocco napoletano, con interventi di Carlo Rosa per le tele, di Nicola Gliri nel cappellone e del modugnese Domenico Scura sul soffitto ligneo. Le opere d'arte di particolare pregio sono un'Annunciazione di Bartolomeo Vivarini, risalente al 1472 e il dipinto su tavola Sant'Orsola e le compagne del 1602 di Gaspar Hovich.

#### Altri edifici di culto
- Chiesa di Sant'Agostino (o della Madonna delle Grazie) (XVI-XVII secolo); in origine era una cappella gentilizia al di fuori delle mura cittadine e nel 1593 venne donata agli Agostiniani, che realizzarono un convento; nel 1950 divenne parrocchia[66][67][68][69].
- Cappella di Sant'Anna (XVII-XVIII secolo), cappella gentilizia incorporata nel palazzo della famiglia Stella[70].
- Chiesa di Sant' Antonio (XIV secolo), in stile bizantino; piccola chiesa trecentesca, probabilmente in origine era stata costruita al di fuori della cinta muraria[71][72].
- Chiesa dell'Assunta (XVI-XVIII secolo), dal caratteristico campanile a vela secentesco in stile barocco spagnolo; venne originariamente edificata al di fuori delle mura cittadine; ora ospita la Confraternita dell'Assunta[73][74].
- Chiesa della Vergine Maria del Carmine (XVIII secolo), in stile tardo rinascimentale; ospita la confraternita omonima[75][76].
- Ex convento dei Domenicani (XV-XIX secolo); dal Quattrocento agli inizi dell'Ottocento fu un convento domenicano, ma poi venne soppresso per diventare un frantoio; ora è sede dell'Istituto Oronzo Lenti, casa di riposo per le suore stimmatine[77].
- Chiesa di San Giovanni Battista (XIV secolo), in stile bizantino; era una chiesa annessa a un ospedale cittadino[78][79].
- Chiesa di San Giuseppe delle Monacelle (XVI-XVIII secolo), in stile barocco; unica parte rimanente del convento delle Clarisse dove prendevano il velo le figlie delle famiglie meno abbienti del paese (dette appunto "Monacelle" per contrasto con le monache originarie dalla famiglie nobili, che erano nel monastero di Santa Maria della Croce); dopo la soppressione del convento nel 1866 la struttura del convento cadde nell'abbandono e nel 1964 venne abbattuta[80][81][82].
- Chiesa dell'Immacolata (XVI-XVII secolo); in origine era un convento dei frati cappuccini, poi divenne un orfanotrofio e nel 1974 divenne parrocchia[83][84][85].
- Chiesa di Santa Lucia (XV-XVII secolo); in origine era una cappella privata con elementi di stile barocco[86][87].
- Fondazioni della chiesa di San Michele (XIV-XV secolo)[88].
- Chiesa di Santa Maria di Modugno (VIII-XVIII secolo); fu la prima chiesa di Modugno e venne dedicata a santa Maria Assunta[89].
- Chiesa di Santa Maria della Croce o di San Nicola da Tolentino (XVII secolo), in stile barocco; si trova in piazza del Popolo ed era collegata al monastero delle benedettine Olivetane; nel 1924 fu dedicata a san Nicola da Tolentino[82][90][91].
- Chiesa di Santa Maria del Suffragio (o del Purgatorio) (XVII-XVIII secolo), in stile neoclassico; si trova in piazza Sedile e conserva 46 dipinti appartenenti alla scuola napoletana seicentesca[82][92][93].
- Chiesa di Santa Maria dello Spasimo (Madonna dei Martiri) (XVII secolo), edificata dalla popolazione modugnese in seguito alla peste del 1656[94][95].
- Cappella Valerio-Longo (XVIII secolo), annessa al palazzo Valerio-Longo[96][97].
- Chiesa di San Vito (XVI-XVII secolo), in stile barocco, ora chiusa al culto[98][99].

#### Edicole sacre
- Bassorilievo di sant'Agostino, in via D. Scura 19
- Annunciazione, in via G. Cazzano
- Madonna con Bambino (XX secolo), nei pressi di piazza Sedile
- Madonna con Bambino, nel palazzo Scura
- Madonna della "Corte Campanile" (XX secolo), in vico Savoia, nei pressi di piazza Sedile
- Madonna di Costantinopoli (XVIII-XIX secolo), in via Vergini 12
- Crocifisso (XVIII-XIX secolo), in via G. Cazzano
- Bassorilievo della Deposizione, sotto l'arco di San Vito nei pressi di piazza Romita
- Madonna delle Grazie (XVIII-XIX secolo), in via Vergini n.1
- Madonna delle Grazie, in via Madonna delle Grazie
- Natività (XVIII-XIX secolo), in corso Vittorio Emanuele n.7
- Madonna del Suffragio (XVIII-XIX secolo), in via G. Cazzano
- San Vincenzo Ferrer (XVIII secolo), in piazza del Popolo

### Architetture civili

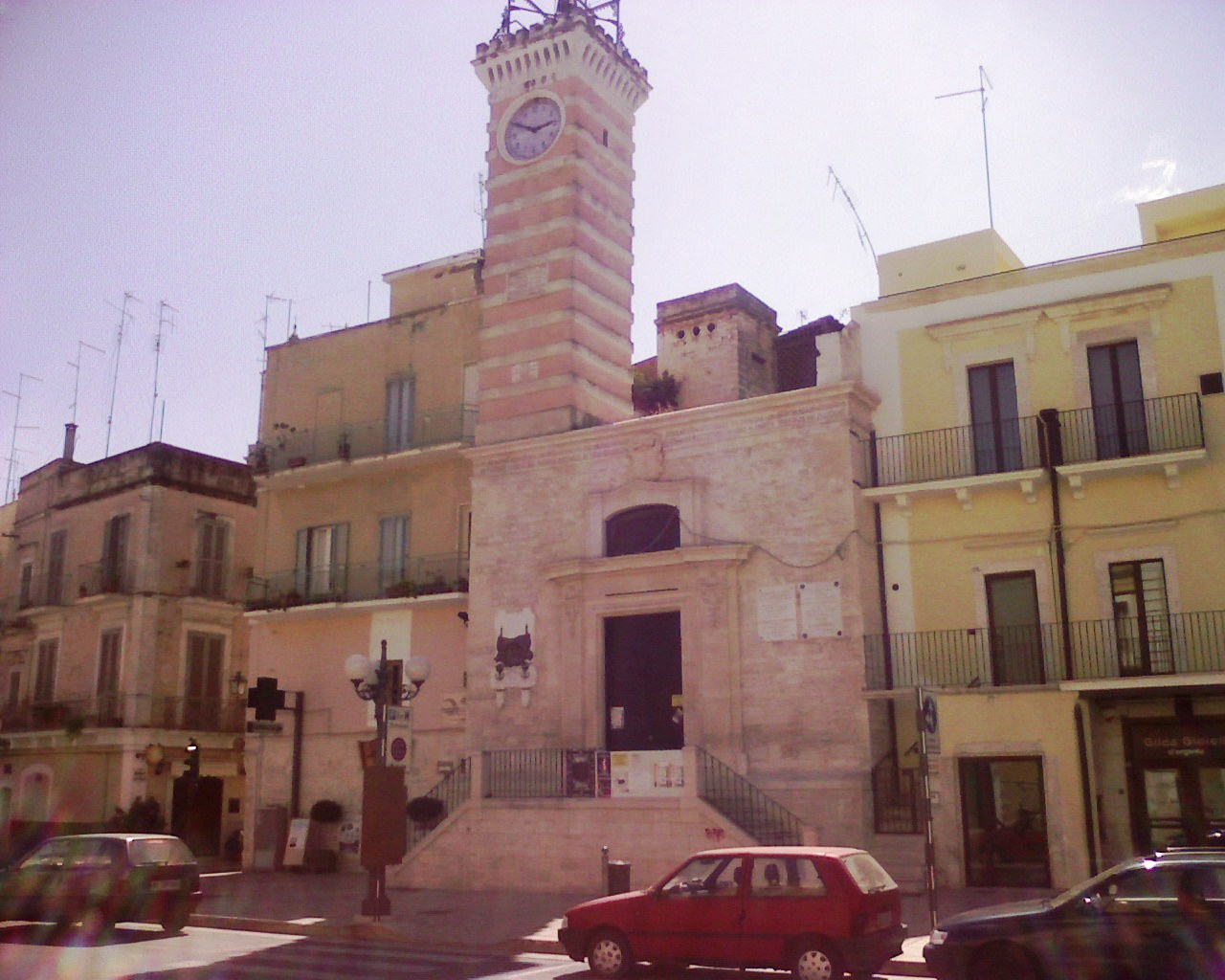
La sala del Sedile dei Nobili, in piazza Sedile

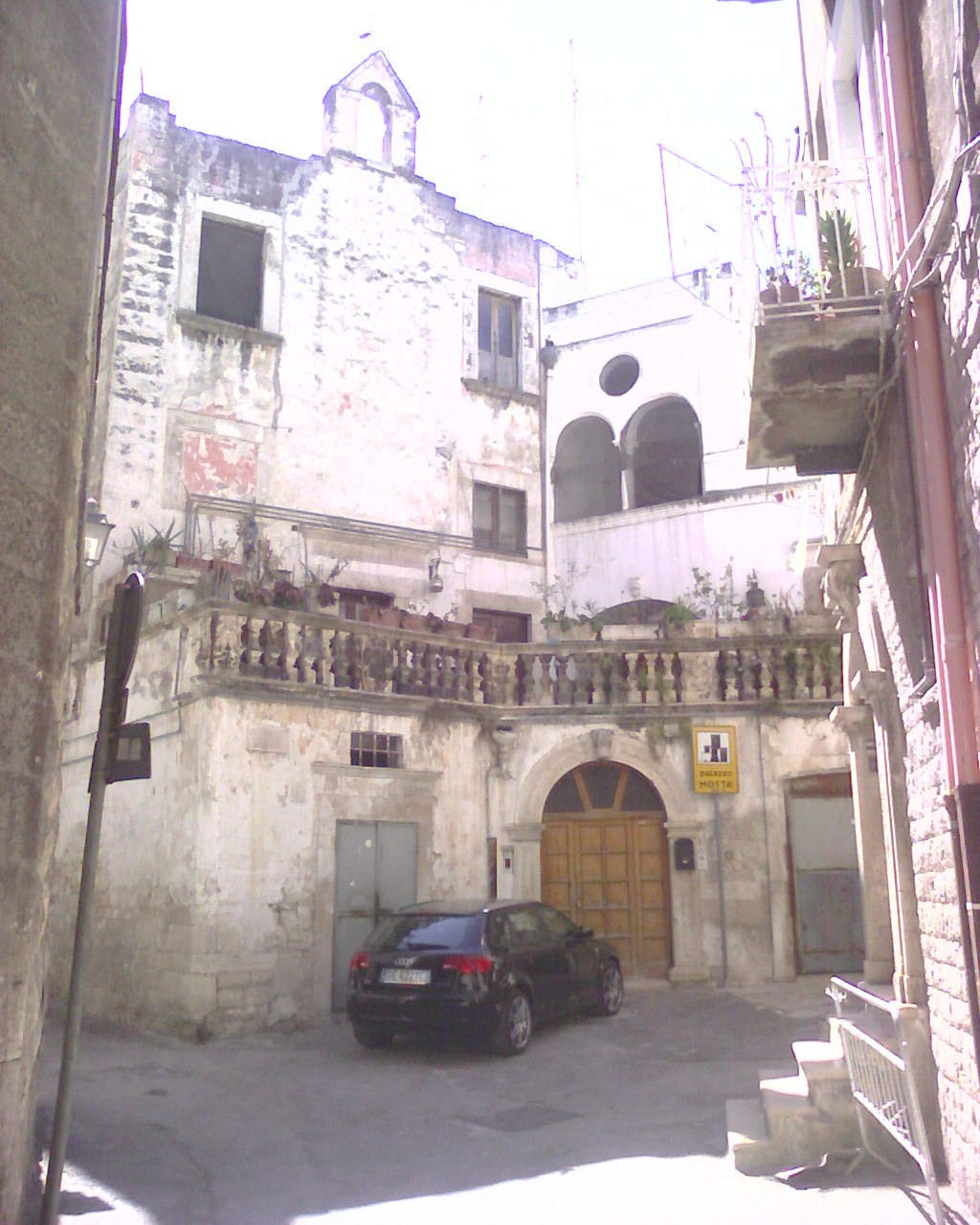
Palazzo Cesena sulla Motta

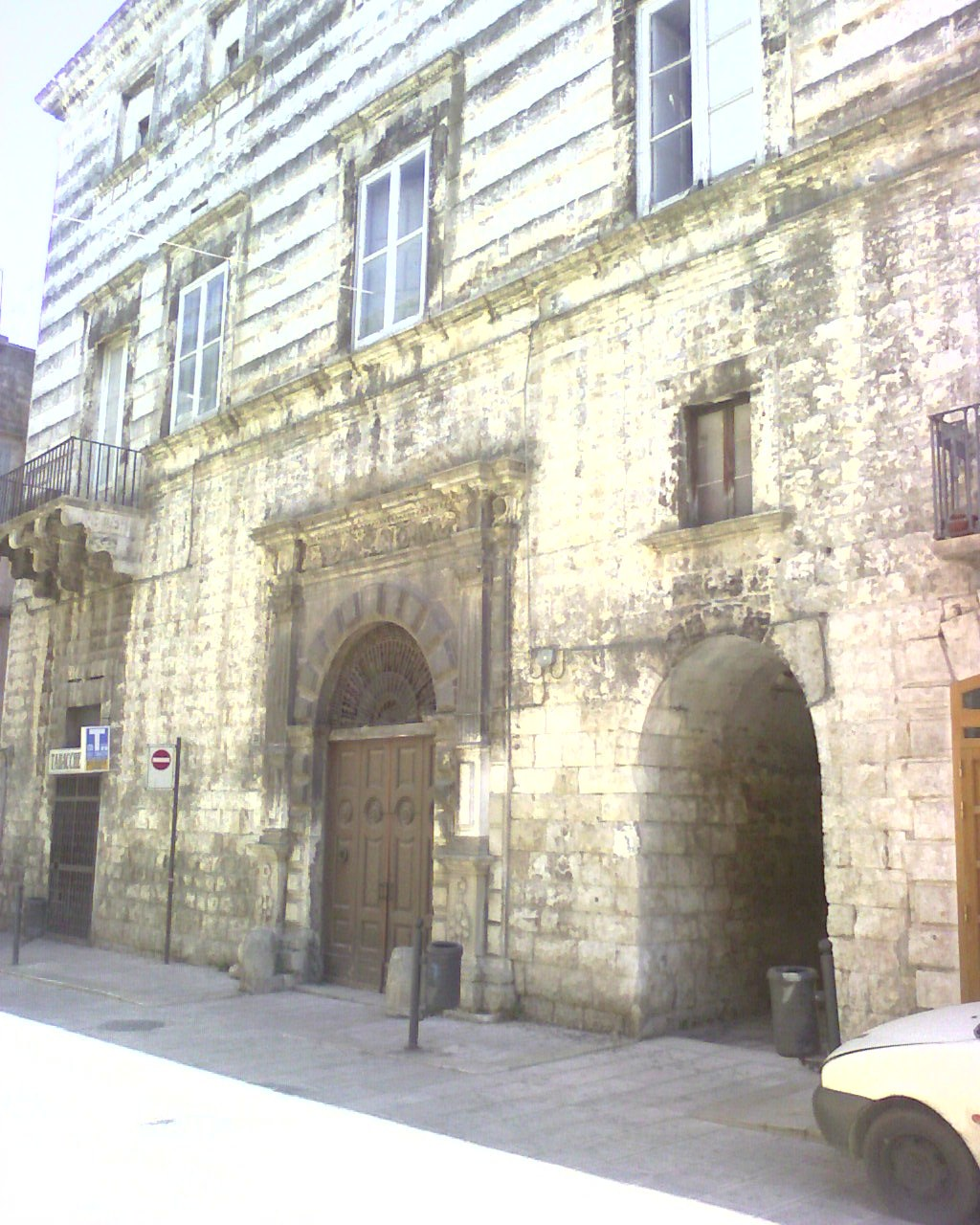
Palazzo Pascale-Scarli in piazza del Popolo

#### Sala del Sedile dei Nobili
La sala del Sedile dei nobili di Modugno è probabilmente il palazzo più rappresentativo modugnese. Si trova in piazza Sedile che prende il nome proprio da questo palazzo. Storicamente, era il luogo dove si riuniva l'assemblea dei nobili cittadini che governava Modugno; dal 1998 è sede della Pro Loco.
L'attuale profilo del palazzo risale al XVIII secolo, quando venne aggiunto il caratteristico campanile con merlatura alla guelfa, con due campane e orologio.

#### Palazzo Municipale
Il Palazzo Municipale modugnese è un palazzo seicentesco, in origine utilizzato come monastero di clausura delle monache benedettine Olivetane, dedicato a Santa Maria della Croce. Il palazzo ospita il Municipio dal 1896 e, per un breve periodo anche la pretura e il carcere mandamentale.
Il suo aspetto attuale, che risale alle modifiche strutturali effettuate nel 1924, conserva evidenti strutture caratteristiche del monastero benedettino: il chiostro che ne caratterizza l'interno e il campanile.

#### Palazzi nobiliari
- Palazzo Angarano-Maranta (XVII secolo), in stile rinascimentale; dall'elegante ingresso formato da portone compreso un arco a tutto sesto, sormontato da grande trifora con balaustra[102][103].
- Palazzo del I ramo della famiglia Capitaneo (XVI secolo), in stile rinascimentale; fu il primo dei palazzi nobiliari modugnesi, costruito dal capostipite della famiglia Capitaneo, Guarino; il suo aspetto attuale è stato fortemente rimaneggiato da una serie di rifacimenti nel corso dei secoli[104][105].
- Palazzo del II ramo della famiglia Capitaneo (XVIII secolo), in stile rinascimentale; con vasto giardino protetto da mura[106][107].
- Palazzo Cesena (XI-XVII secolo), in stile rinascimentale è costruito sull'antica costruzione della Motta; caratteristici sono l'altana con grande bifora e l'elegante balaustra con colonnine e stemma familiare[108].
- Palazzo Cornale (XVII secolo) in stile tardo-rinascimentale; l'atrio è introdotto da un arco a tutto sesto arricchito da fregi e sormontato da stemma familiare e balaustra con colonnine squadrate[109][110].
- Palazzo Crispo (XVIII-XIX secolo), in stile tardo neoclassico; si trova in Piazza Sedile[111].
- Palazzo Maffei (XVII secolo), in stile rinascimentale; con grande portale sormontato da balcone sorretto da mensole a gradoni[112][113].
- Palazzo Maranta (XVII secolo), in stile rinascimentale; si trova in Piazza del Popolo e sul primo piano mostra due finestroni con ricchi ornamenti e ringhiera in ferro battuto[114][115].
- Palazzo Parmigiani-De Sario (XVIII secolo), in stile tardo-rinascimentale; dalle linee molto semplici[116][117].
- Palazzo Pascale-Scarli (XVI-XVII secolo), in stile tardo-rinascimentale; con portale ornato da capitelli ionici e bassorilievi[118][119].
- Palazzo Piepoli (XVIII secolo), in stile rinascimentale; con bel portale ornato e due caratteristici mascheroni posti agli angoli dell'edificio: uno che rivolge sberleffi nei confronti del Palazzo Pascale-Scarli, l'altro in atteggiamento di ossequio nei confronti della Chiesa di Maria Santissima Annunziata[120].
- Palazzo Pilolli (XVI-XVII secolo), si trova nel centro storico; dell'originario aspetto in stile rinascimentale sono visibili elementi architettonici nel piano inferiore[121][122].
- Palazzo della Regia Corte (XVI secolo), ha subito vari rimaneggiamenti nel corso dei secoli e ha svolto diverse funzioni: da sede del Capitano della Terra di Modugno a quella del Governatore, in epoca napoleonica da circondario giudiziario a mandamento, da carcere a scuola elementare[123].
- Palazzo della Regina Bona (XV secolo), risale al 1466; del poco dell'aspetto originale che si è oggi conservato, è possibile ammirare una elegante bifora[124][125].
- Palazzo Russo (XVII secolo), che presenta molteplici stili architettonici, frutto di vari rimaneggiamenti; interessante è la finestra bifora con balaustra a colonnine presente al primo piano[126].
- Palazzo Scarli (XVII secolo), costruito nel 1601 in stile rinascimentale; ha uva vasta terrazza contornata da balaustra con pilastrini ornata da mascheroni e stemmi[127][128].
- Palazzo Scura (XVI secolo), con prospetto liscio e caratteristici balconcini con ringhiera in ferro battuto[129].
- Palazzo della famiglia Stella (ora Colavecchio) (XVII-XVIII secolo), in stile tardo-rinascimentale; la prima edificazione del palazzo è opera di Rocco Stella, poi divenuto di proprietà di diverse famiglie modugnesi e infine della famiglia Colavecchio; comprende la cappella gentilizia dedicata a Sant'Anna e tre contenitori culturali[130].
- Palazzo Valerio-Longo (XVI-XVIII secolo), in stile rinascimentale; si trova in via Conte Rocco Stella[131][132].
- Palazzo Zanchi-Giampaolo (XIX secolo), in stile neoclassico; si trova in Piazza Sedile e il suo prospetto unisce linee curve e rette in armonia[133].

### Altro

#### Piazza Sedile
Piazza Sedile è la piazza principale di Modugno. Situata a est del centro storico, in prossimità del tracciato delle antiche mura cittadine, è frutto della riperimetrazione ottocentesca di largo Purgatorio, prospiciente l'omonima chiesa, e di largo Sedile, che traeva il nome dal Seggio dei Nobili, l'edificio presso il quale la locale aristocrazia prendeva le decisioni per l'indirizzo politico della comunità. Sulla piazza si affacciano diversi palazzi nobiliari settecenteschi (Palazzo Scarli, Palazzo Angarano-Maranta, Palazzo Parmigiani-De Sario) e ottocenteschi (Palazzo Crispo e Palazzo Zanchi-Giampaolo).

#### Altri luoghi di interesse storico-artistico

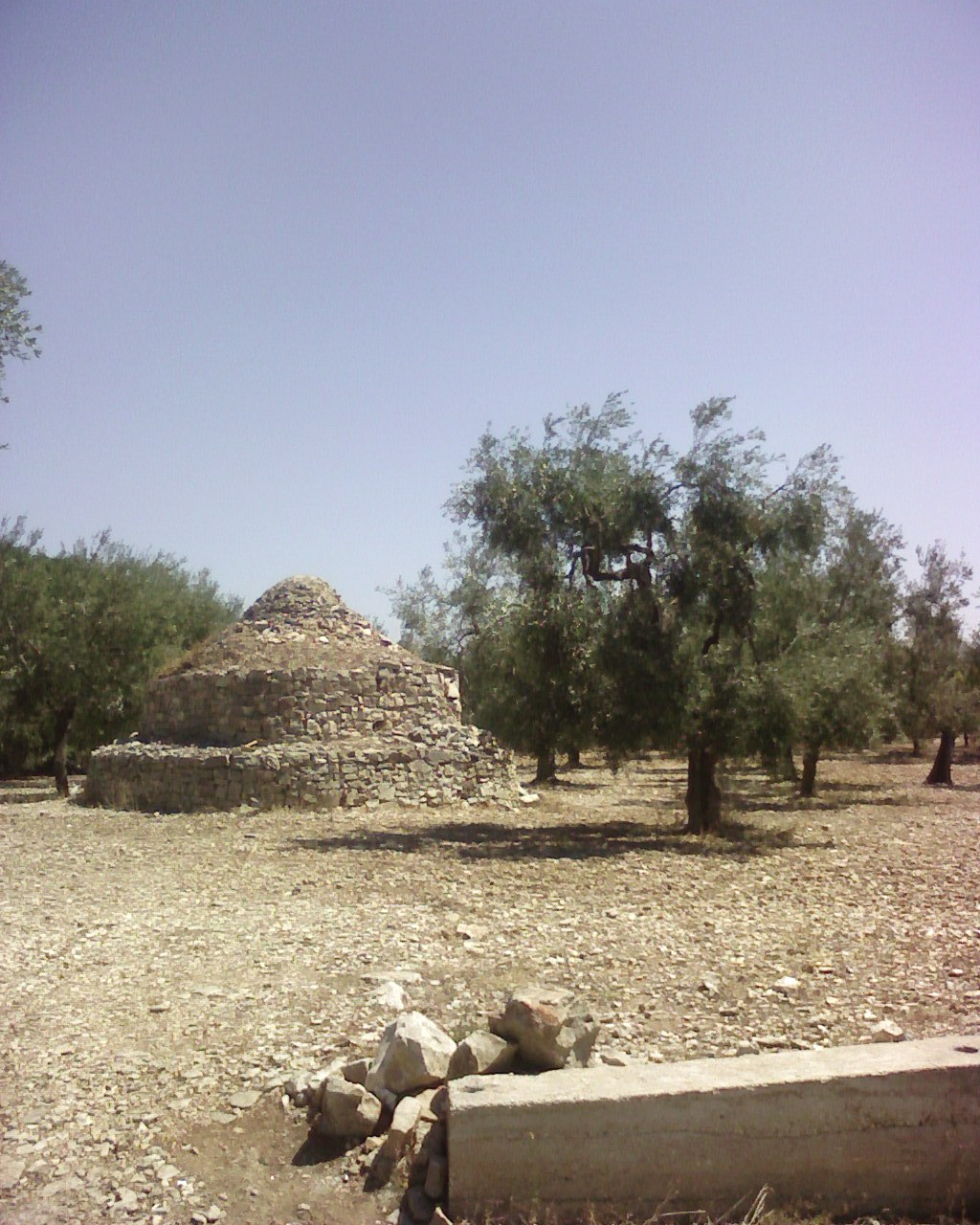
Una "casedda" nelle campagne di Modugno

- "Casedde", costruzioni in pietra a secco nelle campagne modugnesi
- Menhir "Il Monaco"[134], al km 79,455 della Strada statale 98 in direzione Bitonto
- La Motta
- Palmenti edificato nel secolo XVII in contrada Piscina Nuova e Contrada Palmento Longo
- Porta del Suburbio, nei pressi della Chiesa Maria Santissima Annunziata
- Titoli rinascimentali, tracciavano il confine tra il territorio di Bari e quello di Bitonto, si trovano nelle campagne modugnesi
- Torre della Bella Mora, in contrada Misciano
- Trappeto di Montepeloso o "dell'Olio rosso", in contrada Misciano

### Siti archeologici
Reperti archeologici risalenti al periodo preistorico sono noti nel territorio di Modugno almeno dalla metà del XIX secolo

#### Casale di Balsignano

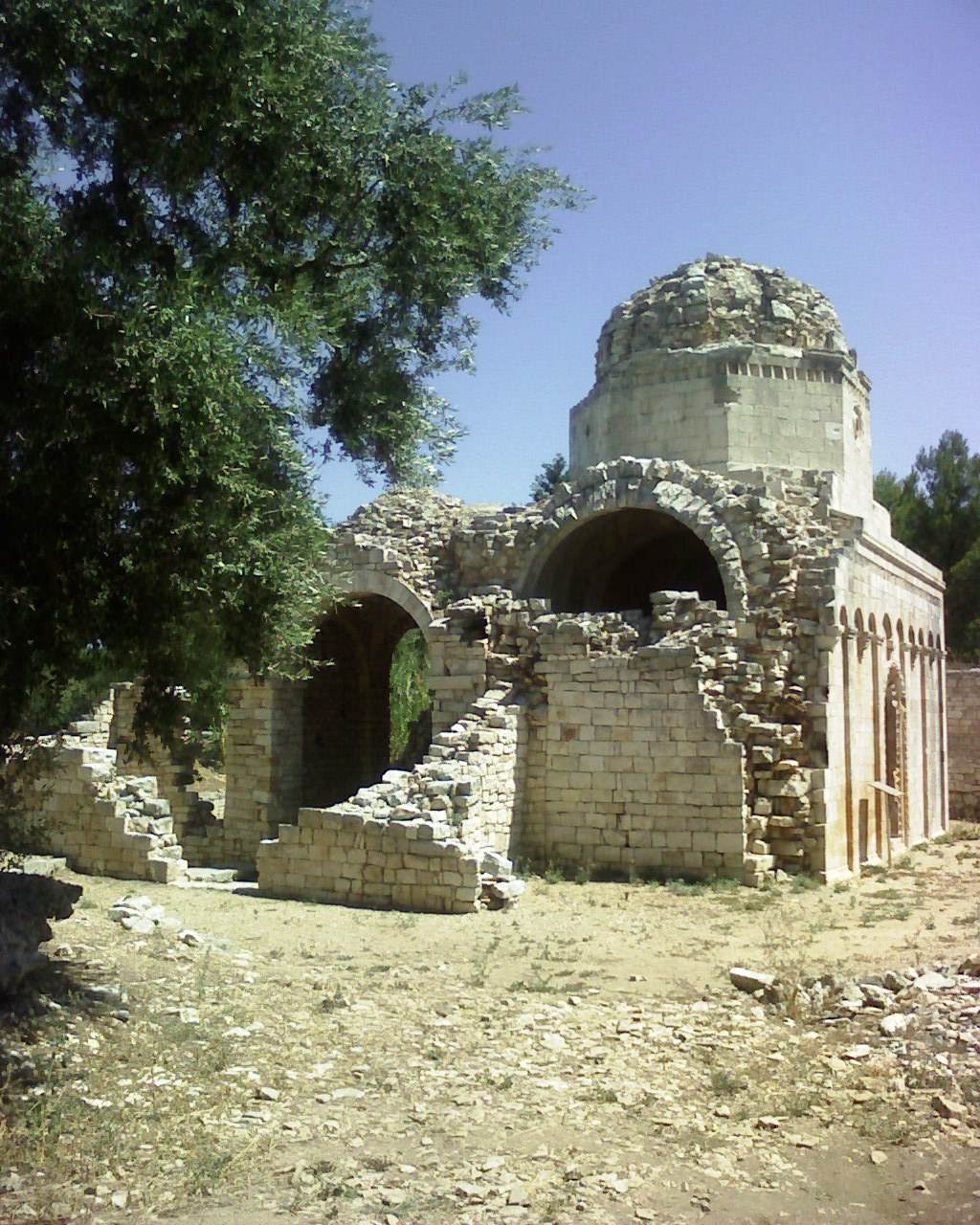
La chiesa di San Felice in Balsignano

A sud-est dell'abitato di Modugno, verso Bitritto si trovano i resti del casale fortificato di Balsignano, attestato dal 962: dopo il saccheggio per opera dei saraceni nel 988, venne ricostruito e nel 1092 donato ai benedettini di Aversa, che lo cedettero poi a diversi feudatari. Nel 1526 fu distrutto definitivamente durante lo scontro tra angioini e aragonesi che si contendevano il possesso del regno di Napoli.
Del casale si conservano le mura, una costruzione munita di torri e le chiese di San Felice (XI secolo), con pianta a croce greca, cupola e tamburo ottagonale, e Santa Maria di Costantinopoli (XIV secolo), con lacerti di affreschi di scuola senese. Nei pressi del casale sono stati rinvenuti i resti di un insediamento neolitico del VI-V millennio a.C.

### Aree naturali

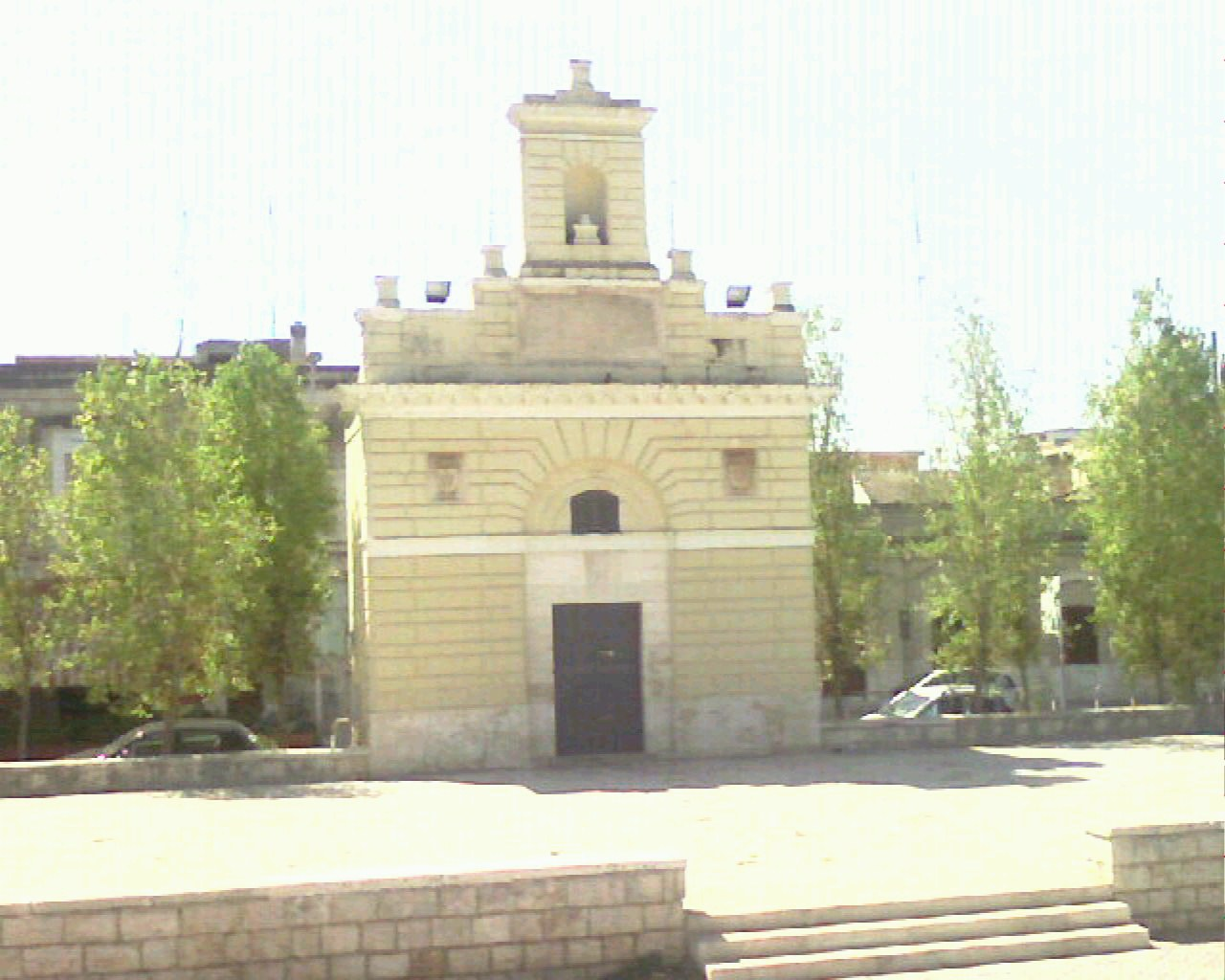
Cisternone nella Villa Comunale

#### Villa comunale
La villa comunale di piazza Garibaldi è stata realizzata nel 1908 nel Votàno, la leggera depressione naturale prossima alle mura occidentali della città. L'area, in origine acquitrinosa, era stata bonificata nel 1855 dal possidente Vito Michele Loiacono, che vi aveva costruito una cisterna (detta in modugnese "pizzacara") dalla quale era possibile emungere l'acqua piovana che vi si riversava. Oltre alla pizzacara, nella villa è presente il monumento ai Caduti, costituito da un alto piedistallo in pietra (che è ciò che rimane del monumento commemorativo dei caduti del prima guerra mondiale realizzato nel 1922) sormontato da una statua bronzea del 1960, opera di Vitantonio De Bellis, che raffigura una donna che ha sacrificato alla patria le persone a lei più care: il soldato colpito a morte e il reduce. Nel 2000 è stato realizzato un teatro all'aperto, impiegato per manifestazioni culturali.

#### Boschetto
È una piccola fetta di macchia mediterranea in una vallata creata da una ramificazione della Lama Lamasinata. Il portale d'ingresso è affiancato da due alti cipressi e, all'interno del Boschetto, c'è un grande caseggiato, detto "la Torre" costruito dalla famiglia Loiacono nell'Ottocento e utilizzato come luogo di villeggiatura: erano presenti viali, siepi, fontane e piscine. Il soggiorno di tedeschi e inglesi durante la seconda guerra mondiale ha danneggiato notevolmente il Boschetto.
Oggi il Boschetto è un'oasi di salvaguardia floro-faunistica dove è possibile ammirare esemplari imponenti di quercia e pino, begli arbusti di biancospino e lentisco, e fiori di croco e iris. Si possono anche scorgere merli, fagiani, capinere, passeri e diverse varietà di insetti. Il luogo è precluso alla caccia dal 1980.

## Società

### Evoluzione demografica
Abitanti censiti

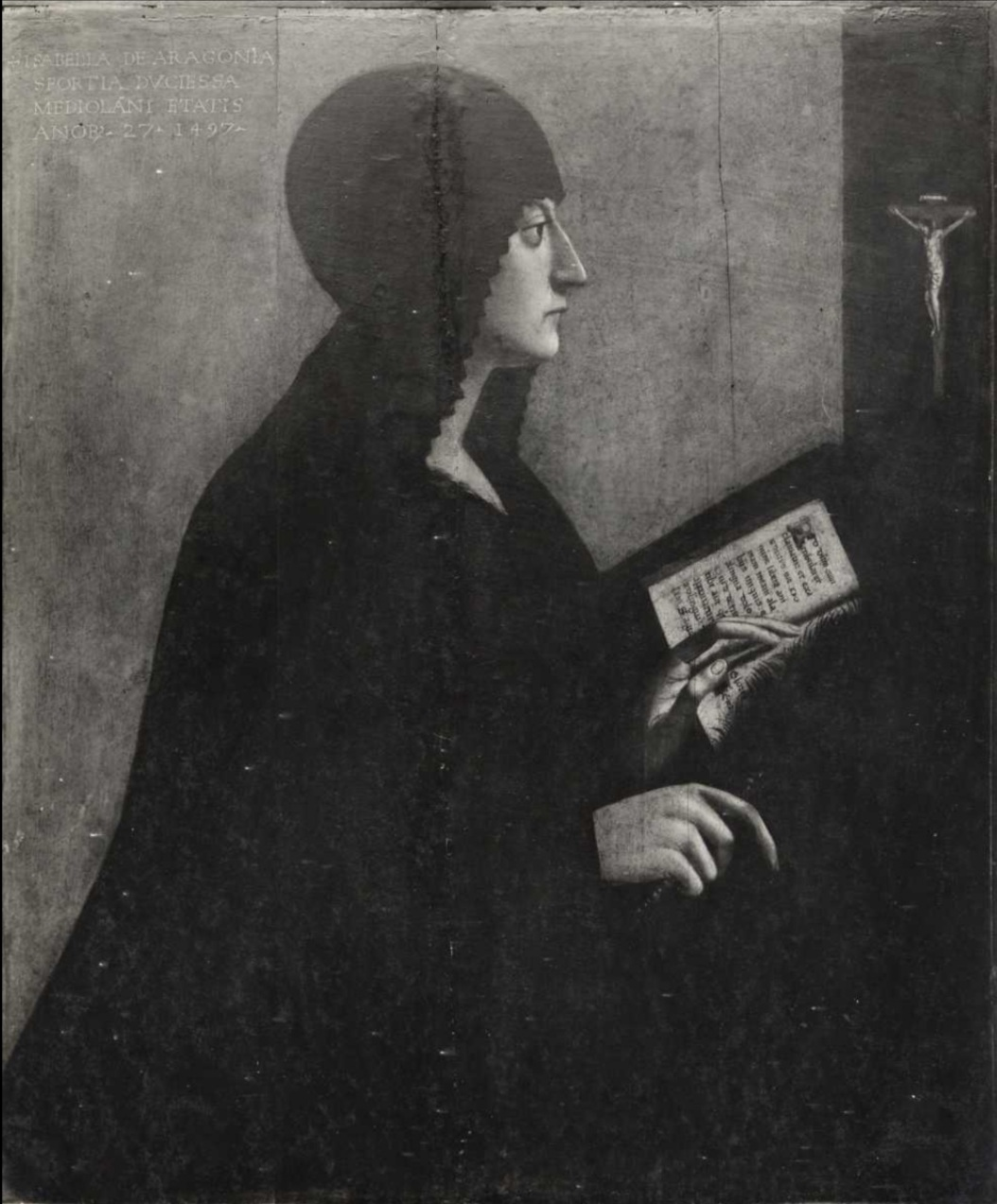
Isabella d'Aragona, duchessa di Bari, Modugno e Palo del Colle. Durante il periodo del suo governo e di sua figlia Bona Sforza a Modugno si ebbe un forte incremento demografico

Nel XIII secolo, sotto la dominazione angioina, è possibile ricavare dai documenti dell'epoca un'indicazione sulla popolazione modugnese. In un dato del 1276 Modugno è registrata per un'oncia corrispondente a quattro fuochi (nuclei familiari). Pure aggiungendo le autorità civili, militari ed ecclesiastiche, non incluse in questo censimento effettuato ai soli fini
fiscali (per l'imposizione del cosiddetto focatico), è facile notare come all'epoca la popolazione modugnese fosse piuttosto esigua.
Durante il periodo del ducato di Isabella d'Aragona e sua figlia Bona Sforza, Modugno visse un periodo particolarmente fiorente che si accompagnò a una forte crescita demografica. Nel 1595 la popolazione superò i 1 400 fuochi e nella città fecero il loro ingresso nuove famiglie che avrebbero ricoperto ruoli di prestigio e avrebbero deciso le sorti economiche e politiche modugnesi.
Sotto la dominazione spagnola nel Regno di Napoli iniziò un periodo di declino che si manifestò anche con la riduzione della popolazione: dai 10 000 abitanti che alcune fonti contano a metà del XVI secolo (1026 fuochi nel censimento del 1669), si arriva ai circa 5 000 della fine del XVIII secolo (659 fuochi nel censimento del 1732).
Con lo sviluppo della zona industriale, negli ultimi decenni, la popolazione di Modugno è aumentata notevolmente triplicandosi dagli anni sessanta agli anni novanta. Questa rapida crescita demografica ha fatto di Modugno il ventesimo per numero di abitanti degli oltre 250 comuni della Puglia e il terzo comune pugliese per densità abitativa, considerano che la superficie del comune è rimasta la stessa.
Una larga fetta della popolazione modugnese (4 676 abitanti al 31 dicembre 2011) risiede nel quartiere Cecilia, zona di edilizia residenziale privata, contigua al quartiere San Paolo di Bari.

### Etnie e minoranze straniere
(Statuto del Comune di Modugno, Art.1)
Al 1º gennaio 2016, risiedono a Modugno 1 597 cittadini stranieri, pari al 4,1% della popolazione comunale. Le comunità più numerose sono:
- India: 451
- Cina: 312
- Albania: 275
- Georgia: 137
- Senegal: 118
- Romania: 85

Nel complesso, circa il 58% della popolazione proviene da Asia, circa il 26% dall'Europa e il 14% dall'Africa.
A Modugno si registra il numero più elevato di etnie presenti e il saldo migratorio più alto dell'Area Metropolitana di Bari. Con riferimento ai cittadini stranieri in età scolare, Modugno è al primo posto assoluto fra i comuni pugliesi per saldo migratorio e al nono posto per numero assoluto di alunni stranieri, superando anche capoluoghi di provincia come Taranto. Nell'anno scolastico 2007-08 gli studenti stranieri nelle scuole modugnesi erano 230; le etnie prevalenti erano quella indiana, cinese e rom/bosniaca.
Anche in virtù di questi dati, elevato è l'impegno del Comune di Modugno verso le iniziative finalizzate all'integrazione e lo scambio interculturale, rivolte soprattutto ai cittadini immigrati in età scolare: tutte le scuole modugnesi aderiscono ai CRIT (Centri Risorse Interculturali di Territorio), sorti da un'iniziativa dell'Ufficio Scolastico provinciale di Bari con l'obiettivo di coordinare le iniziative promosse dal territorio (scuole, enti locali e associazioni di volontariato e del terzo settore) in favore degli alunni stranieri e delle loro famiglie.

### Lingue e dialetti

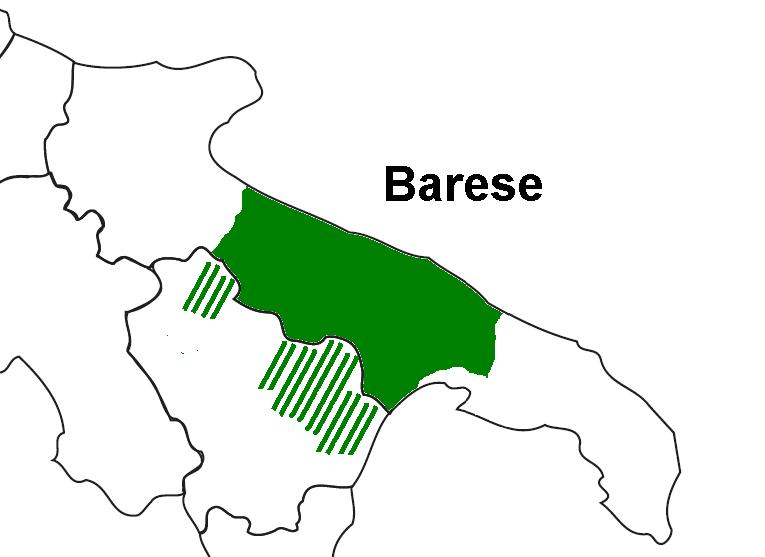
Estensione geografica del dialetto barese

Il dialetto di Modugno è una varietà del dialetto barese. Vasta è la produzione vernacolare modugnese.
A Modugno, nel passato, esistevano due dialetti:
1. quello “du soine e naune”, più accentuato, più duro, usato da “le zappatéure” (contadini);
2. quello “du sine e none”, meno forte, meno accentuato, usato dalle classi signorili e dagli artigiani.

Osserviamo nei due dialetti alcune espressioni:
- Joie e téue (io e tu); ji e tu.
- U zappataure se jalze subete la matoine (il contadino si alza presto al mattino); U zappatore se jalze subete la matine.

I gruppi di vocali che caratterizzano il dialetto “du soine e naune”, rendendolo più forte, sono eu, oi, au.
Le vocali del dialetto modugnese sono cinque: a e i o u. Ma, in particolare della vocale e bisogna sottolineare che può essere:
1. Aperta, se ha l'accento grave, come in fèmmene (donna), cannèdde (molletta per stendere i panni);
2. Chiusa, se ha l'accento acuto, come in tembéste (tempesta), zéppe (zoppo);
3. Semimuta, se non è accentata, e quindi non si pronunzia o si sente appena, come in mamme (mamma), besciarde (bugiardo). Essa ha la funzione di formare la sillaba.

Esiste poi una semiconsonante, la lettera j, che ha vari usi: in principio di parola, come jidde (lui), jatte (gatto); tra due vocali, come moje (adesso), mangiaje (cibo); nei suoni liquidi –glje -cchje -gghje, come battagjie (battaglia), jacchje (trovi), pagghje (paglia).
Si può incontrare, infine, la lettera K come variante del c duro e del ch, come in kapeche (scelgo), kièche (piega).

### Tradizioni e folclore
Il primo patrono di Modugno fu San Pietro martire, domenicano vissuto nel XIII secolo e noto per la lotta contro le eresie. Venne martirizzato dai suoi avversari. Il suo culto si diffuse a Modugno dal 1401 con la venuta dei Domenicani.
Il 29 aprile, giorno della sua commemorazione liturgica, venivano benedetti rami d'olivo. La chiesa Matrice conserva un suo quadro.

#### Festa patronale di san Rocco e san Nicola da Tolentino
La festa patronale di Modugno festeggia congiuntamente due santi: Nicola da Tolentino e Rocco di Montpellier, rispettivamente patrono e protettore della Città.
I festeggiamenti della ricorrenza prevedono sia manifestazioni popolari, le quali avvengono la quarta domenica di settembre, sia religiose, che iniziano il venerdì precedente e si concludono il lunedì.
Il venerdì, il sabato e la domenica tre processioni accompagnano la statua di san Rocco per le strade del centro cittadino e delle periferie.
Il lunedì si festeggia san Nicola. La lunga processione si ferma in piazza Sedile dove il sindaco, a nome della comunità modugnese, consegna le chiavi della città al Santo di Tolentino. Durante la manifestazione, festose luminarie rischiarano a giorno le vie principali e la piazza Sedile, bande locali eseguono concerti, fuochi pirotecnici colorano il cielo e un Luna Park allietano le serate.
San Rocco è il protettore di Modugno. La sua statua di legno che viene portata in processione durante le celebrazioni della festa patronale risale al 1522, quando fu invocato l'intervento del santo a protezione dalla peste e nominato patrono minore della città. I gambali e il cappello d'argento furono donati, nel 1836, dal canonico Luigi Loiacono, come ringraziamento per lo scampato pericolo dell'epidemia di colera che aveva colpito tutta la regione. Nel 1907 la statua del santo venne spostata in un altare della chiesa Matrice.
Secondo la tradizione, san Nicola da Tolentino fu concepito a Modugno dai suoi genitori in ritorno dal viaggio votivo presso la tomba di San Nicola di Bari. Invocato, insieme alla Madonna Addolorata, come protettore dalla peste del 1656, venne proclamato l'anno successivo patrono di Modugno. Inizialmente, la sua festa era il 10 settembre. Venne perdendo di popolarità, fino al 1930 quando la Confraternita di san Nicola da Tolentino riprese gli originari fasti nei festeggiamenti. Dal 1952 i festeggiamenti di san Nicola vennero abbinati a quelli di San Rocco.
Nel 2001 Modugno ha ospitato le reliquie del Santo che uscivano per la prima volta dalla basilica di Tolentino.

#### Culto della Madonna Addolorata

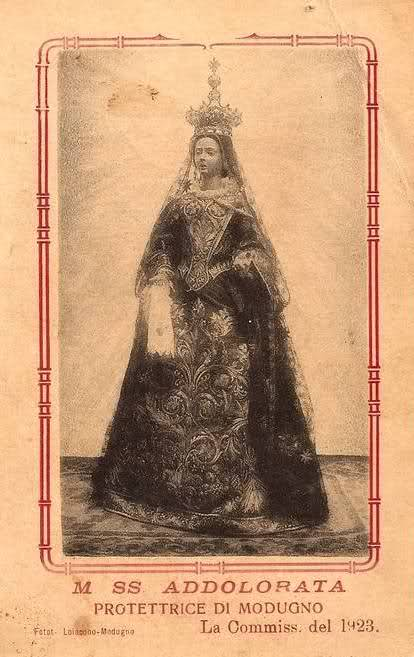
Cartolina del 1923 rappresentante Maria Santissima Addolorata, protettrice di Modugno

La venerazione della figura di Maria a Modugno ha inizio con la fondazione della città: infatti, il primo nucleo cittadino sembra sia nato intorno alla chiesa di Santa Maria di Modugno, e moltissime sono le chiese dedicate alla Madonna (la quasi totalità delle chiese modugnesi: SS.ma Maria Annunziata, Assunta, S. Maria del Carmine, S. Maria della Croce, Immacolata, S. Maria delle Grazie, S. Maria dei Martiri, ecc.). Numerose sono le edicole sacre, le immagini venerate e le manifestazioni in onore della Vergine promosse dalle Confraternite modugnesi.
Molto forte è la devozione verso la Madonna Addolorata che trae origine nel XVII secolo quando venne invocato il suo aiuto contro la pestilenza del 1656. I modugnesi, come segno di ringraziamento, costruirono la Chiesa della Madonna dello Spasimo e ogni terza domenica di settembre veniva celebrata una festa in cui si facevano opere di beneficenza, e il lunedì seguente veniva offerto da mangiare ai poveri.
Nel 1691 venne nuovamente invocato l'aiuto della Madonna a protezione dalla nuova epidemia di peste. Nel 1722 il culto della Madonna venne trasferito nella chiesa Madre, per ragioni di spazio, e venne sistemata sull'altare dell'Addolorata una nuova statua.
Alla Madonna Addolorata vennero indirizzate le preghiere dei modugnesi durante gli avvenimenti del 10 marzo del 1799. Quel giorno una massa di sanfedisti filoborbonici provenienti dal contiguo comune di Carbonara di Bari (oggi frazione del capoluogo) si riunì per saccheggiare Modugno. In quell'occasione diversi testimoni assistettero all'apparizione di una donna di bianco vestita, con un fazzoletto in mano, sul tetto di un palazzo al limite sud del paese, che impediva che le cannonate del nemico colpissero le abitazioni. Si ritenne un miracoloso intervento della Madonna Addolorata apparsa sui tetti modugnesi per proteggere la città dagli assalitori.
Da quel momento, la festa della Madonna Addolorata venne spostata da ottobre al X marzo e celebrata con grande solennità. Nel 1876 venne proclamata patrona di Modugno.

#### Festa di Sant'Antonio di Padova
Dal 1980 riprende vita questa festa religiosa dopo anni di oblio causati da scarso interesse dei comitati feste religiose; unisce manifestazioni di carattere religioso, con iniziative di carattere culturale e solidale. I festeggiamenti iniziano il primo giorno di giugno nella chiesa di Sant'Antonio e trovano il loro apice i giorni 12 e 13 di giugno. Il 12 giugno c'è la benedizione del pane che viene distribuito ai modugnesi, l'immagine del Santo viene trasferita nella chiesa Matrice. Subito dopo dalla Chiesa Padronale di Sant'Anna parte il "Corteo Antico" del Quadro del Santo che attraverso le vie del centro storico, fa il suo ingresso trionfale in Piazza Sedile per essere Intronizzato nell'altare eretto nella Piazza. Il 13 giugno è il giorno solenne; Grandi Concerti Bandistici si esibiscono in cassarmonica e in serata, dopo la messa solenne, si svolge la "Processione di Gala". Il Lancio di una Grandiosa "Mongolfiera" e la "Gara Pirotecnica" di fine festa, concludono i Solenni Festeggiamenti per il Santo Protettore.

#### Festa di San Giuseppe e sagra del Calzone
Il 19 marzo si festeggia il padre putativo di Gesù con l'allestimento di falò, la preparazione delle zeppole e di pane che viene benedetto e distribuito alla cittadinanza.
I festeggiamenti di San Giuseppe, trovandosi alla fine dell'inverno, si sovrappongono ai riti pagani che celebravano l'inizio della primavera e il rifiorire dei germogli.
Nei falò che vengono accesi ai margini delle piazze della città (e in quello più grande che viene allestito nella piazza principale) si bruciano grandi cataste di legna e nei campi si incendiano i residui del raccolto precedente.
Al fuoco del falò venivano arrostite le rape e si consumavano taralli, ceci abbrustoliti nella cenere ("le cìcere a la rena" nel dialetto modugnese) e il calzone di cipolla. Per questa ragione, alla festa di San Giuseppe è abbinata la Sagra del Calzone.
La sagra del Calzone consiste nella vendita del calzone di cipolla e di altri prodotti tipici modugnesi nella Piazza principale, accanto al grande falò. La serata è animata da canti popolari, danze e spettacoli di vario genere.
Il connubio tra falò e calzone di cipolla ha le proprie origini in un episodio glorioso della storia modugnse, quando, sull'onda degli sconvolgimenti della Rivoluzione francese, Modugno aveva aderito alla Repubblica partenopea erigendo in città l'"albero della libertà ". Quando, il 10 marzo 1799, le truppe filoborboniche, provenienti da Carbonara, Ceglie e Loseto, assediarono senza successo la città, gli assalitori fecero razzia di quanto trovarono nei campi e negli orti delle case fuori le mura cittadine, soprattutto cipolle e rape, e le arrostirono sui dei fuochi preparati fuori le mura. In quell'occasione si registra l'evento ritenuto miracoloso dell'apparizione della Madonna Addolorata.

#### Presepe vivente

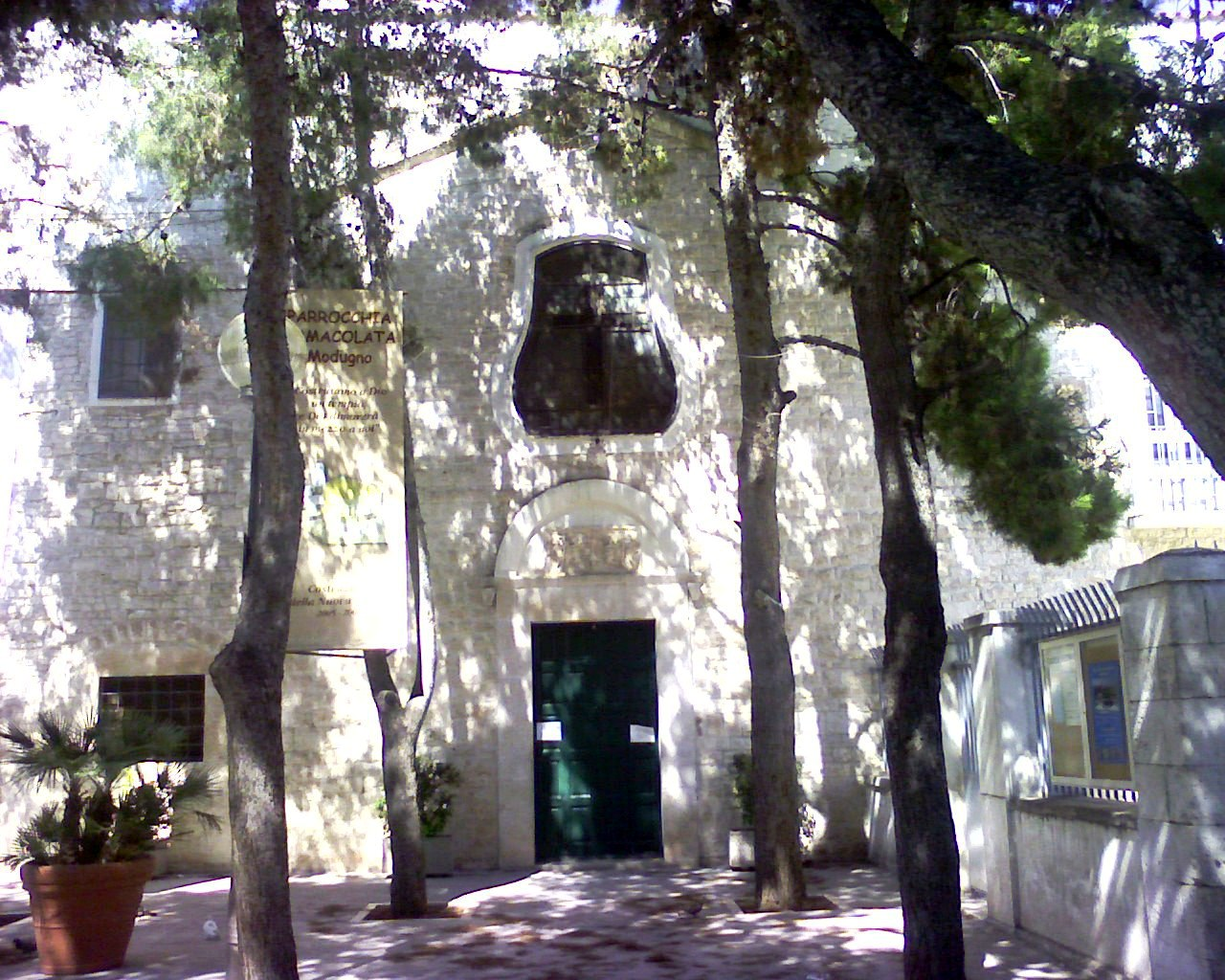
Facciata della chiesa dell'Immacolata

Dal 1995 i parrocchiani della chiesa Immacolata, organizzavano un presepe vivente, fino a 10 fa. Nella suggestiva cornice del giardino interno dell'ex convento dei Cappuccini, figuranti in costume animavano un museo degli antichi mestieri. L'iniziativa culminava il 6 gennaio con l'arrivo di figuranti negli abiti dei Re Magi e si accompagnava alla degustazione di pettole e fagiolata. Dal 2011 l'Associazione culturale "Giovani Tradizioni". formata da giovani Modugnesi con la voglia di tramandare le tradizioni del loro paese, hanno ricominciato a organizzare il presepe vivente nella loro sede associativa, riscuotendo grande successo. Nel 2019, dopo una pausa di un anno, una nuova associazione "Officina dei Tempi", in collaborazione con il comune di Modugno, ha realizzato la prima edizione del presepe vivente ambientata nei vicoli antichi del centro storico completamente riqualificato e reso pedonabile. Tra antichi mestieri, pettole, vin brulé, bruschette, musica popolare con zampognari rinomati sul territorio, i volontari dell'associazione hanno realizzato qualcosa di speciale per coinvolgere quanti più spettatori possibili provenienti da tutta provincia. Il presepe vivente di Modugno attrae ogni anno un gran numero di visitatori, anche dai paesi vicini.
Sempre nel periodo di Natale, molte altre associazioni del territorio si impegnano per realizzare sempre qualcosa di magico per i cittadini più piccoli, come l'associazione Piazza Pubblica che realizza nel parco Padre Pio, il Parco di Babbo Natale.

### Istituzioni, enti e associazioni
Modugno "è sede della Compagnia dei Carabinieri, di un distaccamento del Tribunale di Bari, di un Ufficio per l'impiego, la competenza dei quali si estende anche ai comuni circostanti".
Ha sede a Modugno la Fondazione Popoli e Costituzioni che, anche attraverso la rivista Sudcritica, fa ricerca storico-giuridica e promuove la conoscenza e la piena attuazione della Costituzione italiana.
Un'altra associazione attiva sul territorio è Città plurale, associazione di cittadinanza attiva fondata nel 2004.
Nel 2010 è stata costituita in Modugno la delegazione dell'Associazione Puglia Russia, fondata nel 2008 con lo scopo di favorire la reciproca conoscenza fra le realtà culturali pugliesi e della Federazione Russa, attraverso la promozione di eventi e iniziative congiunte.

#### Sanità
Dal punto di vista dei servizi ospedalieri, Modugno è fortemente dipendente dalle strutture della vicina Bari.
Dal 2005, Modugno è sede del Distretto Socio Sanitario 9 dell'Azienda sanitaria locale di Bari. Il Distretto comprende anche i comuni di Bitetto e Bitritto.
A Modugno è presente una Residenza Sanitaria Assistenziale gestita dal Consorzio San Raffaele. La struttura dispone di 60 posti letto di cui 20 dedicati a soggetti affetti da Alzheimer e patologie correlate. La RSA sorge nello stabile che un tempo ospitava il Convento di Santa Maria delle Grazie.

### Qualità della vita
Lo sviluppo industriale che ha caratterizzato gli ultimi decenni della vita modugnese è stato portato avanti senza tenere in dovuto conto le conseguenze ambientali che ne sarebbero derivate. L'inquinamento dovuto agli smaltimenti industriali si andava a sommare a una scarsa valorizzazione del patrimonio ambientale e paesaggistico: le lame erano non di rado utilizzate come discariche a cielo aperto dove venivano abbandonati anche rifiuti pericolosi per le falde acquifere nel sottosuolo. Solo ultimamente ci si è resi conto dell'importanza di un'adeguata salvaguardia ambientale e la cittadinanza modugnese è molto attiva nella tutela del proprio territorio e contrasta con diverse iniziative i progetti di una nuova centrale elettrica (entrata in funzione l'8 marzo 2010 e gestita da Sorgenia, ignorando le proteste dei presidi di ecologisti e semplici cittadini) e un inceneritore.
Dal punto di vista sociale, si registrano una serie di problemi derivati principalmente dalla rapida crescita demografica degli ultimi decenni: la forte immigrazione, sia dall'Italia sia dall'estero, di lavoratori occupati nelle aziende della zona industriale ha nel tempo formato una cittadinanza costituita da nuclei familiari senza una rete sociale o parentale che possa sostenerli nei momenti di difficoltà. A questo si aggiunge il fatto che le amministrazioni comunali non sono sempre state in grado di rispondere ai bisogni dei cittadini con servizi o strutture adeguate. Tuttavia non mancano le iniziative dei cittadini e numerose sono le associazioni operanti nel settore sociale che offrono una serie di servizi che tentano di sopperire alla scarsità dell'offerta pubblica.

## Cultura

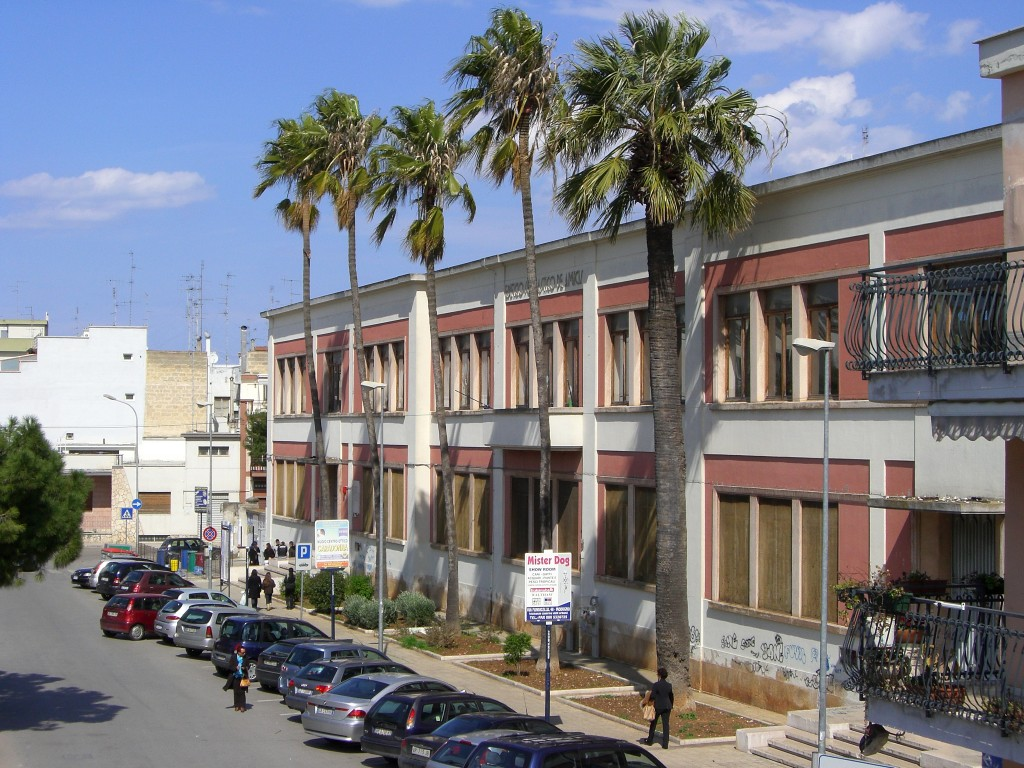
L'istituto scolastico dedicato a Edmondo De Amicis

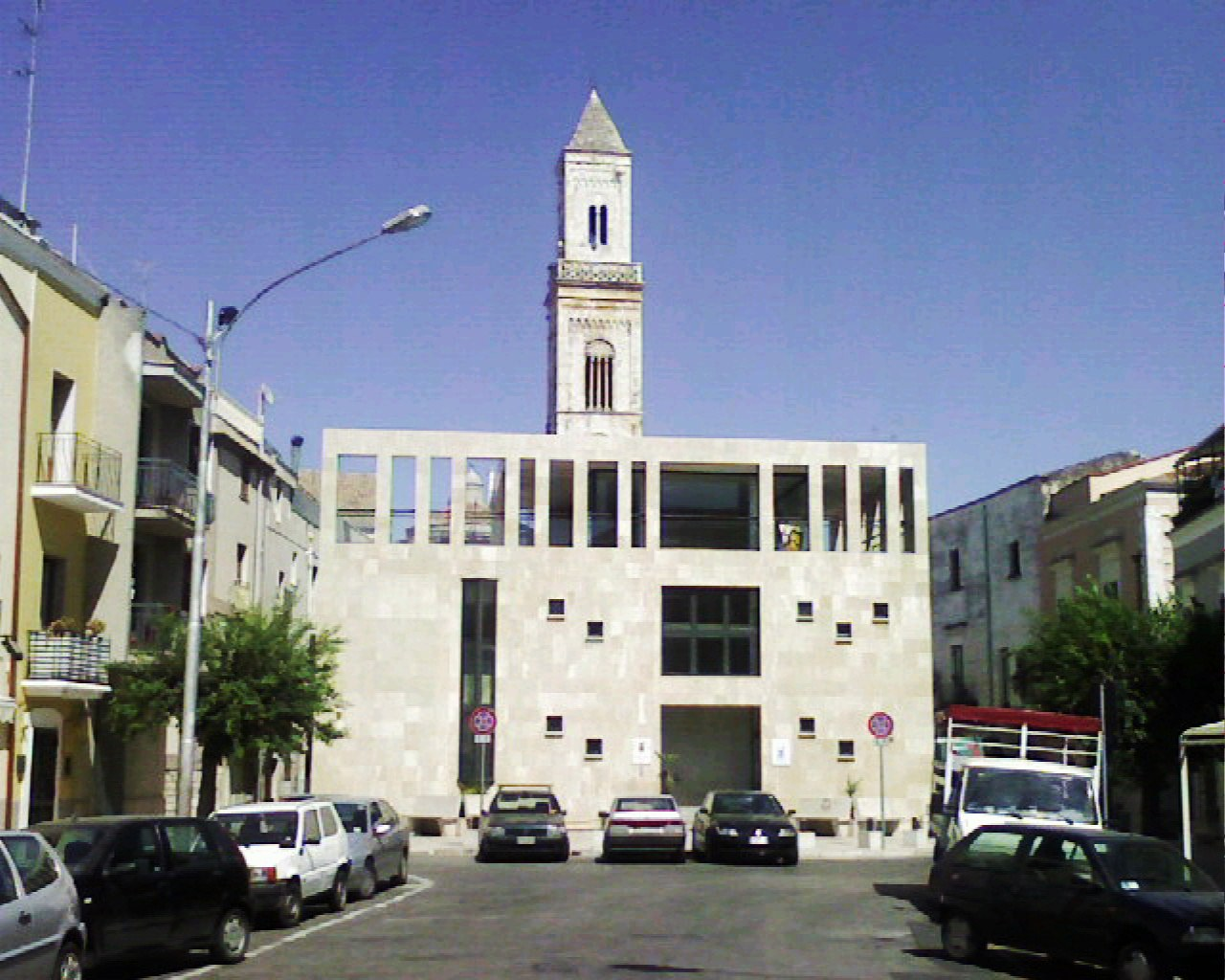
Il Palazzo della Cultura e, alle spalle, il campanile della chiesa matrice

### Istruzione
Modugno conta tre circoli scolastici che coordinano le scuole materne ed elementari cittadine. Ci sono poi tre scuole medie inferiori e un'unica scuola media superiore, l'Istituto tecnico e Liceo Scientifico "Tommaso Fiore". Il primo circolo scolastico è costituito dalla scuola "Edmondo De Amicis" edificata nel 1937.
Dal 1996 è attiva l'Università della Terza Età "Francesco Del Zotti".
La biblioteca comunale dal 2005 è ospitata presso il Palazzo della Cultura, contenente anche una sala conferenze e alcuni spazi espositivi. L'edificio, intitolato a Carlo Perrone, sorge nel centro della città nel luogo in cui sorgeva un condominio di 10 piani (otto dei quali abbattuti) la cui costruzione, autorizzata nel 1968, aveva alimentato le proteste della popolazione.
Un altro contenitore culturale modugnese è Palazzo Colavecchio, che ospita mostre, convegni e dibattiti.
È in via di realizzazione un museo civico che ospiterà i reperti rinvenuti durante gli scavi presso il sito archeologico di Balsignano e due collezioni private donate al Comune: una di 50 vasi di epoca peuceta e una numismatica.

### Media
A Modugno sono editi diversi periodici locali che si occupano di cultura, politica e attualità modugnesi.
Il periodico Il Cardo Selvatico è stato fondato nel 1979 per iniziativa dell'arciprete Nicola Milano. Anche il bisettimanale Nuovi Orientamenti è stato fondato nello stesso anno; la redazione della rivista ogni anno pubblica un libro che si occupa di tradizioni popolari o di storia locale. Di più recente fondazione è il mensile Bari Sud Ovest principalmente dedicato alla cronaca locale e che, recentemente, sta ampliando il suo interesse anche ai Comuni limitrofi, e del quale esiste una versione online. A cura dell'amministrazione comunale è inoltre diffuso il mensile Modugno in Comune.
In notevole espansione è il numero e la qualità dei siti Internet che si occupano di Modugno: oltre al già citato Bari Sud Ovest.it, sono dedicate alla Città di Modugno due portali web (Modugno.it e Modugnonline.it) e la Web TV Modugnowebtv.it.
Si occupa del Comune di Modugno e delle sue attività il sito Internet Comune di Ongudom che opera in modo parallelo al Sito Istituzionale.

### Arte
A Modugno è ambientata la commedia Il Socrate immaginario del 1775, scritta dal librettista Giovanni Battista Lorenzi e musicata da Giovanni Paisiello
Nel 2001 l'Associazione Culturale "La Pecora Nera" ha fondato la Compagnia Teatroscalo che opera sia nell'ambito del teatro sia del cinema. Nel 2003 viene inaugurato il centro teatrale Teatroscalo che, oltre a garantire uno spazio per le rappresentazioni sceniche, è sede di corsi di formazione alla drammaturgia teatrale. Nel 2007, una produzione del Teatroscalo, il cortometraggio "Meridionali senza filtro" del regista Michele Bia, vince il David di Donatello.
Molteplici sono le associazioni musicali di Modugno: l'associazione culturale-musicale Francesco Casavola è un complesso bandistico di circa 40 elementi creato nel 1982; l'Orchestra Musicale Santa Cecilia è un'orchestra di fiati; l'Orchestra da Camera Scarli è un'agenzia musicale con laboratorio artigianale (unico nel Sud) per la realizzazione e restauro di violini; l'Accademia Musicale Battista Bia, che è stata fondata nel 1974.

### Cucina

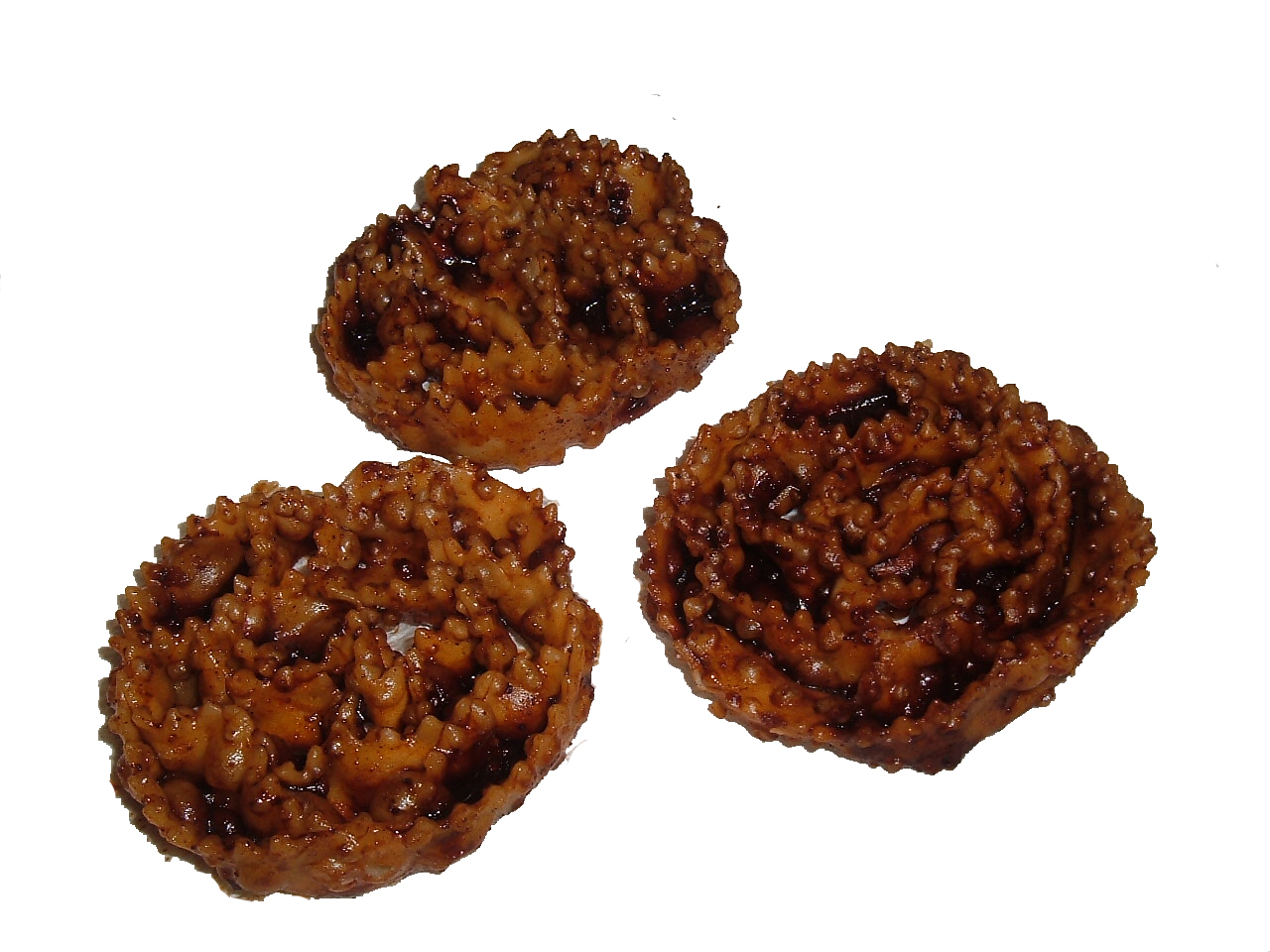
Cartellate con vin cotto

La cucina tradizionale modugnese fa largo uso di prodotti agricoli come l'olio e le olive, ortaggi (zucchine e melanzane), legumi (fave, fagioli, lenticchie, ceci, piselli), verdura (rape, cavolfiori, carciofi, cardi), frutta (mandorle, fichi, ciliegie, uva) e alcune erbe selvatiche usate per insalate (perchjazze, recquasce, sporchja). Un elemento caratteristico della cucina modugnese è una particolare varietà di uva bianca da tavola, dall'acino di forma allungata, detta uva còrnola (in dialetto "ciuarèdde"). Viene coltivata in pergolati in cortili o terrazzi e produce frutti da agosto a dicembre.
Nei giorni feriali, i pasti erano generalmente costituiti da un piatti unici molto poveri, principalmente a base di legumi. La carne (di solito coniglio) e il pesce venivano consumati solo nei giorni di festa.
Della tradizione culinaria modugnese, derivante dalla cultura rurale e contadina, si conservano ancora oggi le ricette di alcune specialità gastronomiche; alcuni esempi sono: fagiolini con pasta e ricotta dura, fave e cime di rape, cavoli con pan grattato, ceci neri e cipolla rossa. Formati tipici di pasta sono le strascinate (una specie di orecchiette con farina di semola) e i cavatelli (una sorta di gnocchi di semolino grezzo). Caratteristici della gastronomia modugnese sono i calzoni farciti con cipolle, acciughe sotto sale, baccalà e olive. I dolci tipici delle feste sono: pettole, boconotti, cartellate, castagnelle, torroni di mandorle per Natale; scarcelle, uova dipinte di rosso con alghe marine, friselle, mostaccioli per il periodo pasquale.

### Eventi

#### Fiera del Santissimo Crocifisso
La fiera del Crocifisso si svolge ogni anno nella seconda e terza domenica di novembre.
Nasce nel 1622 per celebrare un evento giudicato miracoloso: un fulmine caduto sulla chiesa Matrice uccise alcuni sacerdoti e bruciò l'asta del Crocifisso, lasciando intatta la figura del Cristo. Questa figura del Cristo in croce è conservata ancora oggi nella stessa chiesa ed è posta in una nicchia sovrastante la cappella della Madonna Addolorata. A partire dal 1656, la fiera acquisì una forte importanza per la popolazione in quanto la peste che colpì Modugno quell'anno terminò i primi giorni di novembre, poco prima dell'inizio della fiera.
In origine la fiera durava otto giorni, per tutto il periodo compreso tra la seconda e la terza domenica di novembre. Nei primi secoli, la fiera vendeva quasi esclusivamente prodotti agricoli e animali; col tempo si è evoluta allargandosi anche al settore dell'artigianato locale, ai mezzi per lavorare la terra, ai tessuti, ai vestiti, alle piante e a diversi generi alimentari.
Negli ultimi anni, in concomitanza con la fiera, vengono organizzate manifestazioni culturali collaterali. 

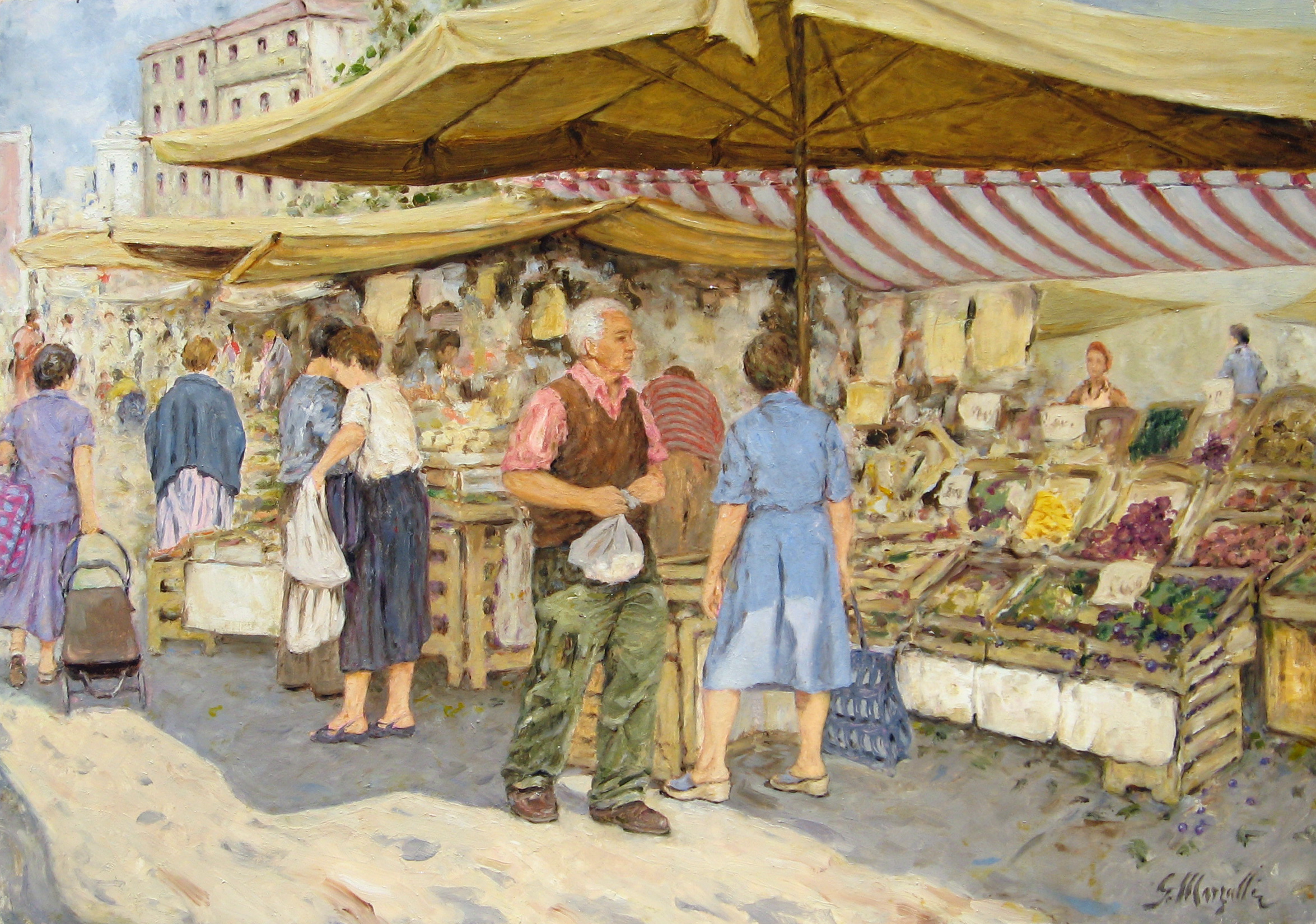
Fiera del Crocifisso edizione 2017

## Geografia antropica

### Urbanistica

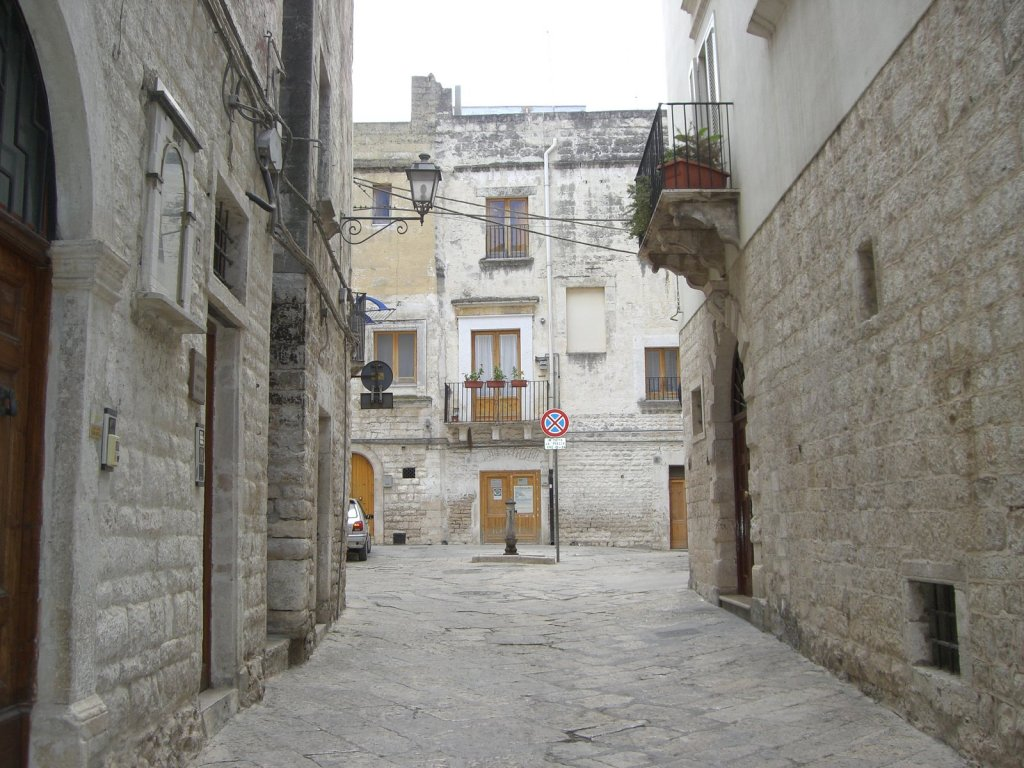
Via S. Caterina

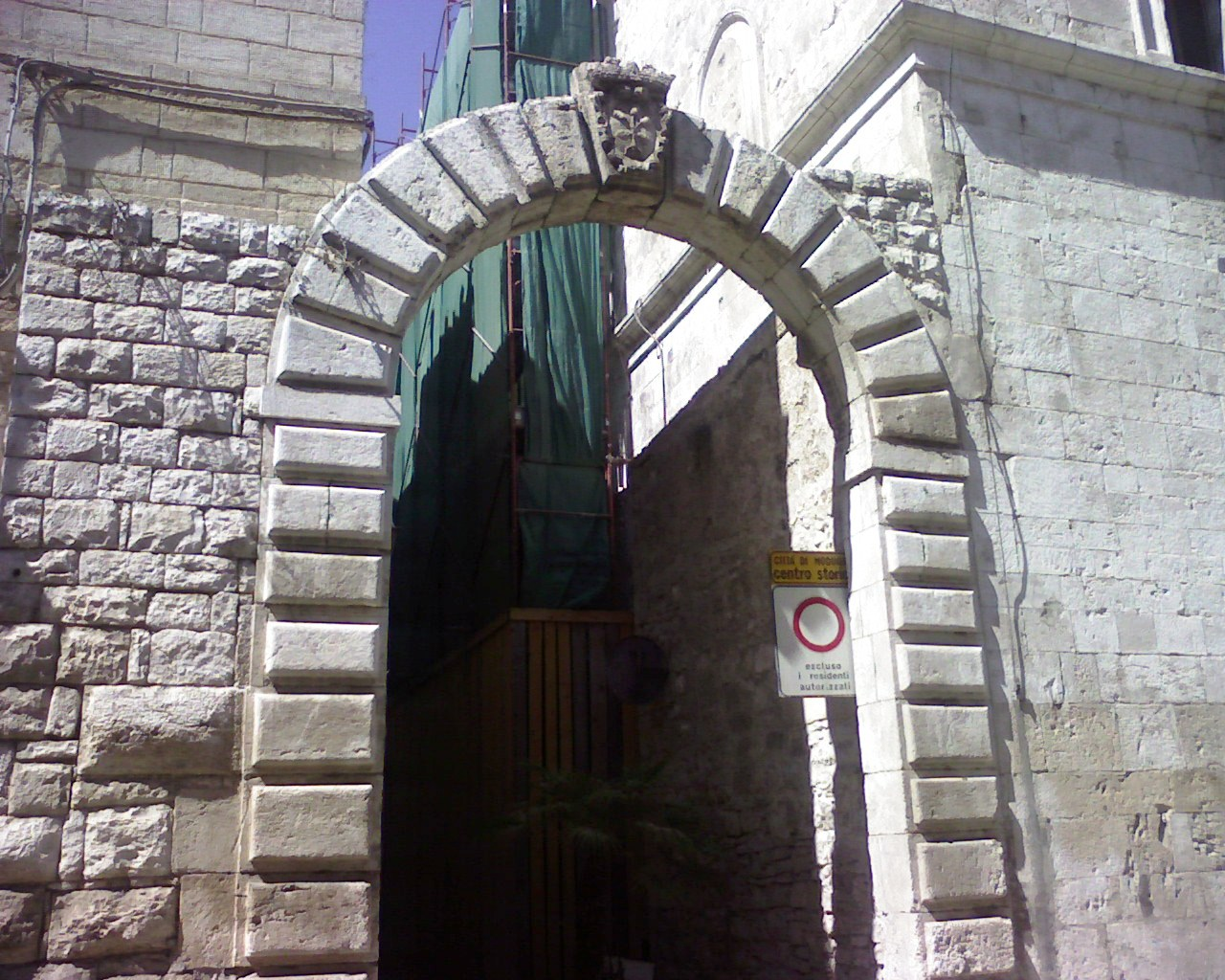
Porta del Suburbio

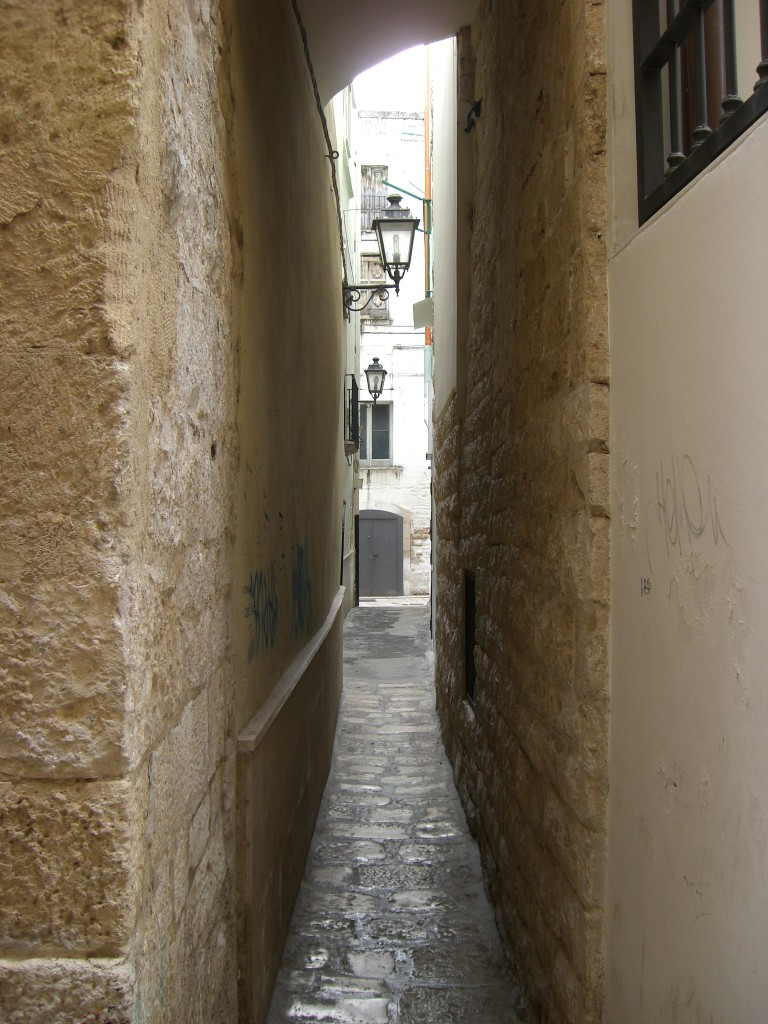
Il borgo antico

La conformazione urbanistica della città di Modugno può essere distinta nelle seguenti zone: centro storico, quartieri ottocenteschi costruiti al di fuori dell'antica cinta muraria, la cerchia di costruzioni degli anni cinquanta-sessanta, gli agglomerati di recente edificazione.
Il centro storico è caratterizzato da vie molto strette e intricate con piccole abitazioni, generalmente composte da un solo ambiente. Sono presenti diversi palazzi storici caratterizzati per lo più da uno stile tardo-rinascimentale. Il centro di Modugno è composto da due zone: il borgo antico e il suburbio.
Il borgo antico, è stato il nucleo originario del centro abitato di Modugno, sorto intorno alla fortezza che presidiava la collinetta della Motta; ha forma quadrangolare chiaramente delimitato da Corso Vittorio Emanuele, Corso Cavour, Corso Umberto e Piazza Sedile. Il suburbio sorse dall'espansione urbana all'esterno delle antiche mura.
È possibile ipotizzare l'esistenza di una prima cinta muraria di epoca normanna che circondava il borgo antico. Nel 1347 il borgo venne dotato di nuove mura dall'Arcivescovo di Bari, Bartolomeo Carafa, feudatario di Modugno. Queste mura erano dotate di quattro porte difese da torri: a oriente si apriva la Porta di Bari (piazza del Popolo); la Porta Bitonto immetteva sulla strada che conduceva alla sede vescovile; a ovest si apriva il Portello (via Portello), in direzione di Palo del Colle, che vide accresciuta la sua importanza nel periodo del Ducato sforzesco; a sud c'era la Porta del Suburbio (via Donato Olimpio). Con l'inglobamento, nel Cinquecento, del Suburbio entro le mura cittadine, questa porta perse d'importanza e rimpiazzata con la Porta la Staccata (fine di via Conte Rocco Stella). Nel Seicento venne spostata la Porta di Bari (in via Porta di Bari) e venne aggiunta la Porta delle Beccherie (a nord-est di Piazza Sedile). La porta del Suburbio è l'unica di cui si conserva ancora oggi traccia, anche se in un rifacimento più recente. Degli ingressi cittadini scomparsi rimangono solo le croci lignee che erano apposte sulle porte e benedette annualmente.
Nel XVIII secolo le mura non coprivano l'intero perimetro cittadino o, perlomeno, non assolvevano un'adeguata funzione difensiva: Viatangelo Maffei nel 1774 descrive le mura "di pietra per custodia, ma non capaci in caso d'attacco di guerra"; e, addirittura, durante l'assedio del 10 marzo 1799, Giambattista Saliani, nella sua cronaca degli eventi, parla di "borgo non murato". Le mura cittadine, o quel che ne rimaneva, caddero in stato di abbandono e nel 1821 vennero abbattute definitivamente.
Il centro storico è circondato da quartieri sorti nel XIX secolo dopo l'abbattimento delle mura cittadine. Si tratta generalmente di abitazioni unifamiliari poco spaziose che sorgono su uno o due livelli disposte, non in contorti vicoli come nel centro storico, ma in strade rettilinee anche se non molto ampie.
Più spaziose sono le abitazioni realizzate nel secondo dopoguerra dai cittadini modugnesi o dagli emigrati all'estero di ritorno nella terra natia. Si tratta principalmente di villette monofamiliari, spesso dotate di giardino, che sorgevano in quella che era la periferia del paese.
Negli anni settanta-ottanta del XX secolo si è assistito a una rapida espansione industriale che si è avuta con la creazione della zona industriale al confine fra Bari e Modugno. Questo sviluppo industriale è stato accompagnato da una rapida, vasta e incontrollata espansione urbanistica spinta dalla crescente domanda di alloggi dei lavoratori che in quegli anni immigravano a Modugno. Questo sviluppo edilizio è avvenuto senza che fosse redatto un piano regolatore e gli effetti della mancata pianificazione si leggono in un tessuto urbano caratterizzato per la viabilità disordinata e l'assenza di nuove aree verdi. Dal punto di vista urbanistico, la conseguenza più evidente della cementificazione non regolamentata che si è avuta in quei decenni è la presenza nel territorio comunale di diversi quartieri formati da palazzi a diversi piani, senza infrastrutture o servizi, disposti in maniera disordinata, spesso lungo le principali strade extraurbane e distanti dal centro cittadino (dove il basso prezzo dei terreni edificabili ha incoraggiato la speculazione edilizia). Molteplici sono gli esempi di quartieri formatisi in questa maniera.
Il quartiere Cecilia, è una zona di edilizia residenziale privata che ha origine alla fine degli anni 1960. Sorge a circa 5 km dal centro cittadino perché divisa dall'intera Zona Industriale di Bari e di Modugno sud, nei pressi del quartiere San Paolo di Bari, è il principale dei quartieri di Modugno per numero di abitanti: 4.676 al 31/12/2011, prevalentemente cittadini baresi. Al quartiere Cecilia sono incorporate le abitazioni del complesso Capo Scardicchio (antica frazione di Modugno) fronte stante l'Ospedale San Paolo e la Stazione Ospedale del Metrò ricadenti nel territorio del quartiere San Paolo di Bari. Il quartiere Cecilia presenta le carenze urbanistiche e strutturali caratteristiche del contermine quartiere San Paolo di Bari, ha attività commerciali varie, è scarsamente dotato di servizi pubblici, luoghi di aggregazione e infrastrutture. Unica struttura di servizio al territorio il Centro Parrocchiale di San Pietro Apostolo dell'omonima Parrocchia di San Pietro Apostolo istituita il 1973. A causa della distanza dal centro di Modugno e della scarsità di collegamenti, risulta difficoltosa la partecipazione degli abitanti del quartiere alla vita sociale della cittadina.
Piscina dei preti è una zona residenziale sorta intorno al 1980 oltre le strade statali 98 e 96. La zona, in origine, era detta della "Marina", poiché ubicata nelle vicinanze della Strada Provinciale 54, che conduce alle località balneari di Palese Macchie e Santo Spirito.
A Piscina dei preti è presente il casello Bari Nord dell'A14 e il nuovo Centro Commerciale. Inoltre è nelle vicinanze del polo industriale di Bari, dell'Aeroporto di Bari-Palese e dell'ospedale San Paolo. La zona è collegata a Bari tramite la Strada Statale 96 e a Palo del Colle tramite la Strada statale 98.
Nel quartiere vi è la parrocchia di Sant'Ottavio, dotata di oratorio e campo sportivo, costruita nel 1980 e affidata ai padri Sacramentini.
Altri esempi di quartieri residenziali distanti dal centro di Modugno sono Porto Torres e Campolieto. Il primo sorge lungo la Strada statale 98 e il secondo si trova lungo la Strada statale 96 in direzione di Palo del Colle. Anche qui, si ravvisano le stesse problematiche degli altri quartieri distanti dal centro cittadino come le difficoltà logistiche e la scarsità di infrastrutture.
Unica frazione di Modugno è Capo Scardicchio. Si tratta di una borgata che sorge a 52 metri sul livello del mare, distante poco più di 2 km dal centro cittadino. Conta 308 abitanti.

## Economia
Nel 2004 le aziende attive a Modugno erano 2.592, registrando un lieve incremento rispetto all'anno precedente. Sul territorio comunale modugnese sono presenti circa il 2% delle aziende operanti nella città metropolitana di Bari, e sono generalmente realtà economiche di medie-piccole dimensioni. Il settore del commercio, all'ingrosso e al dettaglio, è al primo posto con 1 029 aziende, segue il settore industriale e manifatturiero con 487 aziende e dal settore edilizio (294). Fanno registrare un forte incremento il settore dell'informatica, quello immobiliare e quello dei trasporti. Si registra, di contro, un'inflessione nel settore agricolo, della ristorazione, della mediazione finanziaria e monetaria, dei servizi.
Nel 2005, nel comune di Modugno al 2005 si registrava una forza lavoro totale pari a 14.053 persone, con un tasso di attività del 45,4% e un tasso di disoccupazione del 15,5%. Nello stesso anno, gli occupati presenti nel comune di Modugno rappresentano addirittura il 63,1% della popolazione totale residente. Il totale degli occupati nel Comune di Modugno ammonta a 24.000 unità. Di questi, poco meno del 60% risultano impiegati nell'industria, mentre circa il 40% sono occupati nel settore terziario. Il numero di lavoratori impiegati nel settore primario è poco rilevante.
La Confartigianato locale, che associa 320 imprenditori, offre diversi servizi ed è molto attiva nella promozione della produzione modugnese.
La C.A.G. (Cooperativa Artigiana di Garanzia di Modugno) conta 720 imprese associate e svolge il compito di creare convenzioni con istituti di credito, per agevolare i tassi d'interesse.
Il Consorzio Coima è nato con l'obiettivo di creare l'Area Artigianale; ora si occupa di fornire servizi alle imprese artigiane modugnesi.
La Confcommercio modugnese conta oltre 900 iscritti fornendo servizi di formazione professionale, assistenza sindacale e previdenziale, convenzioni con istituti di credito e di servizi.
Il Consorzio per lo Sviluppo Industriale (ASI) nasce nel 1960 per promuovere la creazione di nuove realtà industriali, artigianali e terziarie. Ne fanno parte Bari, Adelfia, Bitonto, Bitritto, Capurso, Giovinazzo, Modugno, Mola di Bari, Molfetta, Noicattaro, Valenzano, Terlizzi, Triggiano.

### Agricoltura

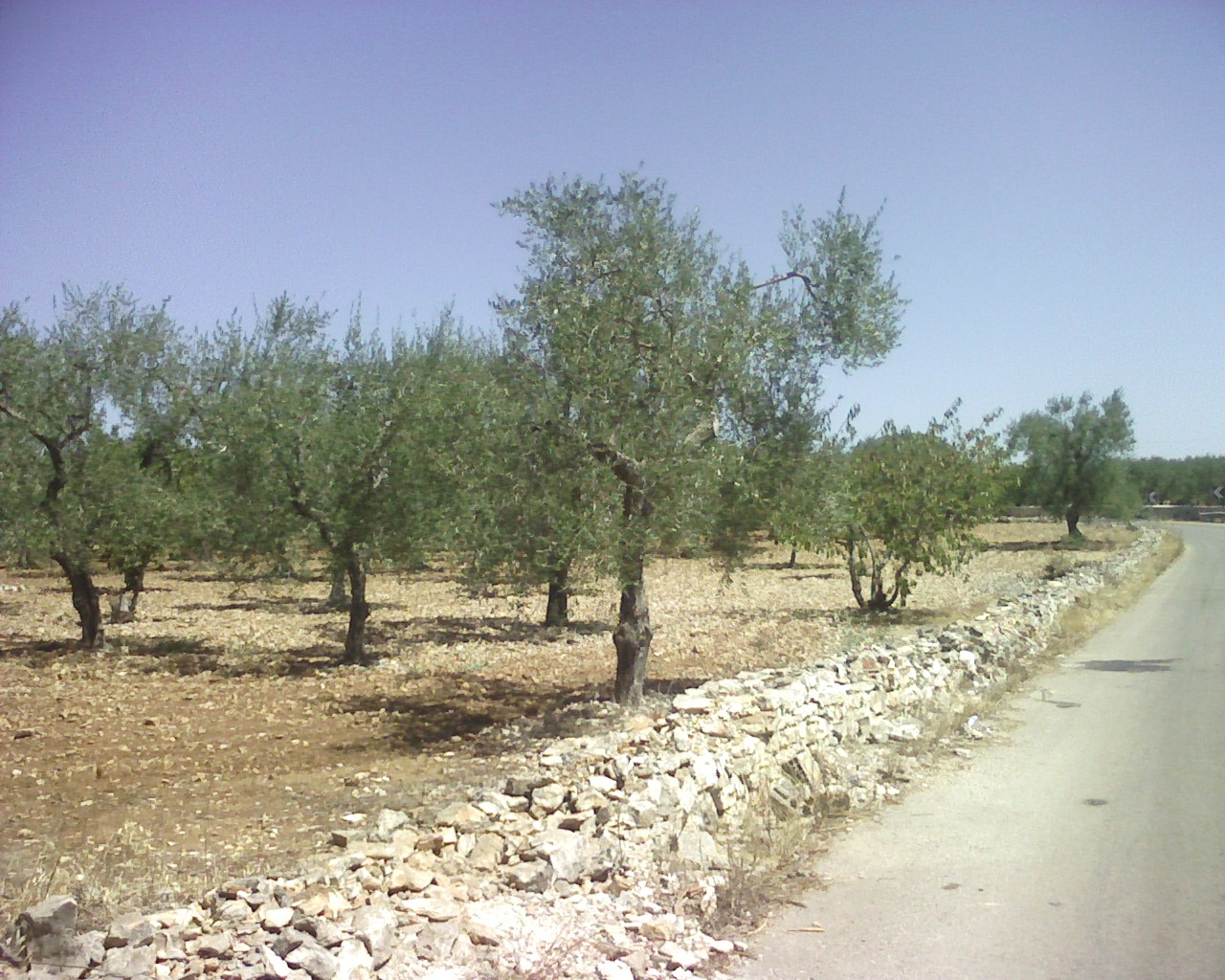
Alberi di ulivo nelle campagne modugnesi

L'originaria vocazione agricola dell'economia modugnese si è rapidamente ridotta a partire dagli anni sessanta, lo sviluppo industriale della città e il rapido incremento demografico hanno sottratto all'agricoltura ampie frazioni del territorio modugnese. Dei 1381 ettari destinati oggi all'agricoltura, circa il 75% è destinato a oliveto: i cultivar di olive prevalenti sono l'Ogliarola (o Cima di Bitonto) e la Coratina, dalle quali si ricava un olio dal leggero retrogusto mandorlato derivante dalla vicinanza di colture di mandorlo. Dei tre frantoi operanti a Modugno, il frantoio sociale e il frantoio Grandolfo raccolgono il 90% della produzione locale.
Le altre coltivazioni più diffuse sono quelle della mandorla (che interessa il 15% del suolo agricolo modugnese), dell'uva da tavola, della ciliegia e dei prodotti ortofrutticoli.

### Artigianato
Il settore dell'artigianato modugnese è molto variegato ed è composto prevalentemente da aziende di piccola dimensione.
Recentemente, il Consorzio ASI ha promosso la realizzazione di un polo artigianale, sulla strada provinciale Modugno-Bari, a ridosso del centro abitato, che ha contribuito alla nascita di molte nuove realtà produttive. La Zona Artigianale conta 119 lotti, ma è ancora in espansione. Denominata "Cittadella dell'Artigianato" è il vanto dell'artigianato modugnese.
Nel 2004 risultavano attive, presso la Camera di Commercio di Bari, 718 imprese artigiane. Il settore è fortemente cresciuto dal 2000 quando si contavano 585 imprese. Crescono le imprese costituite in forma societaria, anche se rimangono molto più numerose (80%) le attività artigiane costituite su base individuale.

### Industria
Nell'ultimo quarantennio la storia e l'evoluzione di Modugno sono state fortemente condizionale dall'espansione dell'area industriale di Bari che si estende per 1509 ettari, circa metà dei quali in territorio di Modugno. Negli anni settanta il comparto dell'industria manifatturiera di Modugno era costituito prevalentemente da aziende di grandi o medie dimensioni che facevano di Modugno il più grande centro urbano della Provincia di Bari per addetti in questa industria, secondo solo al capoluogo.
Modugno è l'unico comune della Terra di Bari in cui il maggior apporto al valore aggiunto è dato dal settore dell'industria (54,4%) e non dal settore terziario. Questo dato identifica Modugno come il comune più industrializzato dell'area.
La zona industriale costituisce un forte motore di sviluppo per Bari e l'hinterland, con le sue oltre 600 imprese che danno lavoro a più di 20.000 persone.
Si tratta di un'area in cui convivono aziende piccole e piccolissime con grandi realtà produttive di rilevanza nazionale e internazionale che superano anche le 1000 unità lavorative. Esse operano nei settori più disparati.
Il settore prevalente è quello dell'Industria metalmeccanica: sono presenti 57 imprese metalmeccaniche nella zona ASI fra cui anche grandi realtà industriali operanti nella produzione della componentistica per automobili, come apparecchi frenanti, cuscinetti, trasmissioni, motori diesel.
Anche il settore delle costruzioni è molto rilevante e sono presenti realtà di medio-grande dimensioni.

### Commercio
Il settore terziario rappresenta una quota del 45,2% del totale del valore aggiunto prodotto nel comune.
L'offerta commerciale di Modugno è molto differenziata e conta oggi più di 1200 attività. Il mercato giornaliero, dal 2005, si svolge presso la nuova struttura del mercato coperto in via X Marzo e conta una quarantina di operatori economici. Al mercato settimanale del venerdì espongono 180 operatori.
Anche Modugno non è rimasta indenne dal proliferare dei centri commerciali.
Nel quartiere periferico di Piscina dei Preti, infatti, è sorto da alcuni anni (e dopo diversi anni di blocco), un centro commerciale con molti negozi e un ipermercato.

### Servizi
Le aziende che operano nel settore dei servizi sono in notevole crescita e operano nei campi più disparati. Fra i servizi più rilevanti ci sono la logistica (che conta 28 aziende di diverse dimensioni), la tipografia (con 13 aziende). Inoltre si assiste alla nascita di aziende che si occupano di servizi alla persona, servizi sociali, ICT e servizi alle imprese.

## Infrastrutture e trasporti

### Strade
L'Autostrada A14 Bologna-Taranto (casello Bari Nord, uscita Modugno) permette di spostarsi velocemente nella Regione e arrivare fuori di essa. La Strada Statale 96 consente i collegamenti con l'interno della Regione, fino a Gravina.
Modugno è servita inoltre dalle seguenti strade provinciali: SP1 per Bitetto, SP52 per Bitritto, SP54 per Bari-Palese Macchie e al suo aeroporto, SP231 (ex SS 98) per Bitonto e i comuni dell'entroterra sino a Cerignola, provinciale Bari-Modugno, provinciale Carbonara-Modugno.

### Ferrovie
- linea Bari - Taranto delle Ferrovie dello Stato con la stazione Modugno Città, la quale verrà chiusa a breve per via del previsto smantellamento dell'attuale tracciato, a causa della variante di percorso a doppio binario.
- linea Bari-Matera delle Ferrovie Appulo Lucane.

### Mobilità urbana
- Linea automobilistica Bari-Matera delle Ferrovie Appulo Lucane;
- Linee Miccolis, che consentono un trasporto urbano (linea C), verso l'ospedale San Paolo (linea A-C) e verso l'ospedale Di Venere (linea D);
- Autobus della Ferrotramviaria S.p.a., che consentono collegamenti con Bari e Bitonto.

## Amministrazione

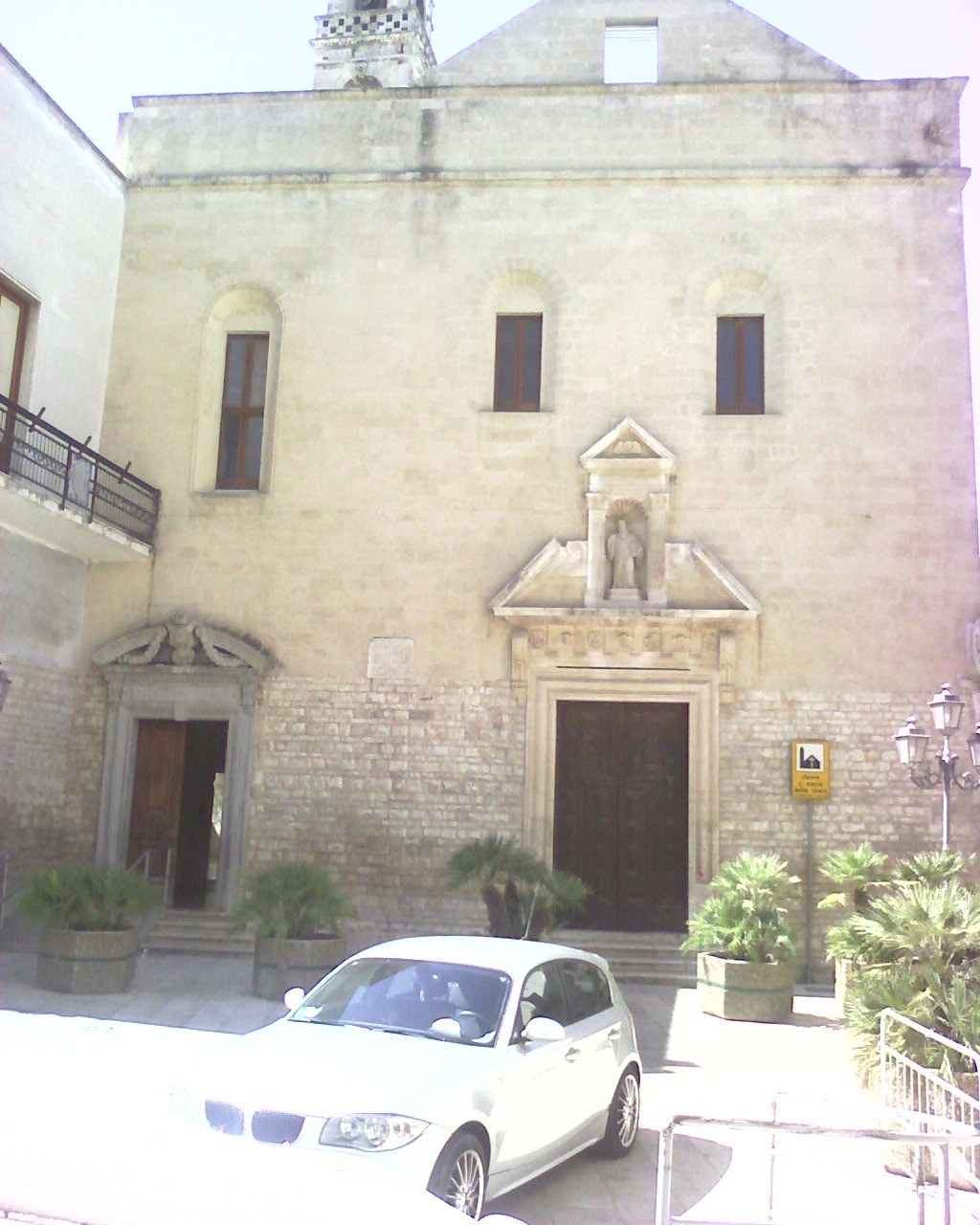
Facciata del palazzo Santa Croce, sede del Comune di Modugno (sulla sinistra) e della Chiesa di Santa Maria della Croce (sulla destra)

Il territorio comunale di Modugno, sebbene molto vicino all'abitato di Bari, ha sempre mantenuto la propria autonomia. Altri centri abitati ben più distanti dal centro del capoluogo, come Santo Spirito, ne sono quartieri.
La modifica più importante nell'estensione territoriale di Modugno consiste nel passaggio di Palese a Bari avvenuta nel 1928; fino ad allora il territorio di Modugno aveva sbocco al mare. L'influenza di Modugno sul borgo di Palese risale al Cinquecento quando Isabella d'Aragona nel 1511 dichiarò questo territorio costiero "zona promiscua". Ciò venne confermato da sua figlia Bona Sforza nel 1527. Il territorio di Palese era di proprietà sia barese sia modugnese e l'Università di Modugno, in cambio di tale riconoscimento (che le consentiva uno sbocco sul mare Adriatico), pagava all'Università di Bari una tassa annua di 66 ducati.
Questa situazione venne superata nel 1809, a seguito dell'abolizione dei territori promiscui (diretta conseguenza della legge sull'abrogazione della feudalità, emanata nel 1806): dal 4 maggio 1811 era ufficialmente una frazione di Modugno ("Villaggio Riunito della Marina di Modugno"). La perdita dello sbocco sull'Adriatico si ebbe con l'annessione di Palese Macchie a Bari, come sua frazione, nel settembre 1928 (durante il regime fascista), per mano dell'allora Ministro dei lavori pubblici Araldo di Crollalanza.
Nel 1953 il Comune ha chiesto, senza successo, l'allargamento dei confini del territorio comunale ritenuto troppo esiguo per la crescente popolazione modugnese.

## Sport

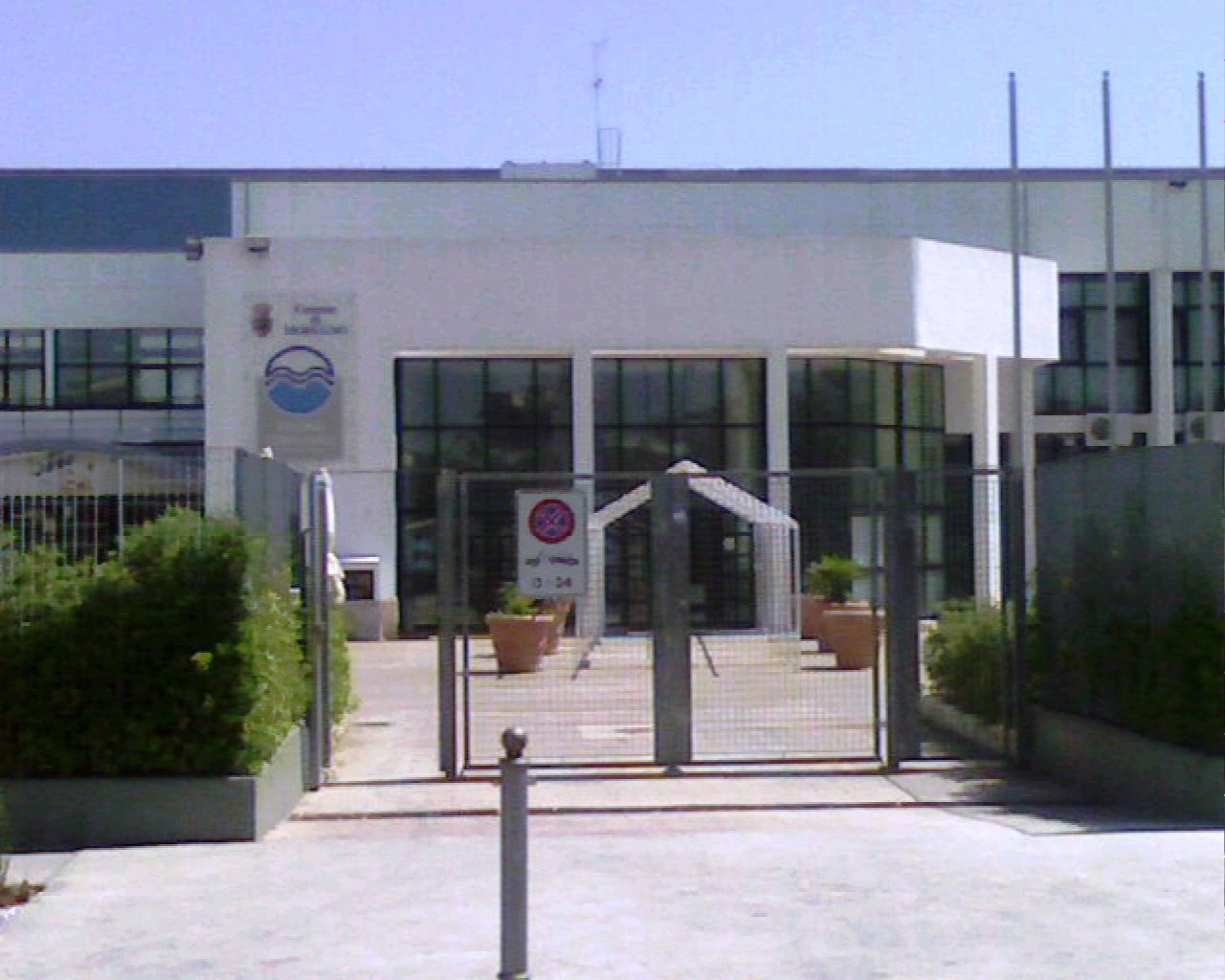
Ingresso delle piscine comunali modugnesi

La principale squadra di calcio della città è la FCD Soccer Modugno che è nata nel 2015 e che attualmente milita nel girone A pugliese di Prima Categoria.
Rilevante è la squadra di calcio a 5, l'A.S.D. Modugno Calcio a 5, che è stata rifondata nel 1994 (sulla base della società C.A.G Modugno nata nel 1986) e dal campionato 2007/08 gioca nel campionato di serie A-2 Girone B sfiorando diverse volte la promozione nel massimo campionato nazionale. Questa squadra ha giocato nel campo di calcio a 5 dell'Oratorio di Modugno, poi nel Palazzetto dello Sport per poi trasferirsri a Bari giocando nel Palaflorio di Bari. La stessa società ha una squadra Under 21 e una juniores. Nel 2015 la società non è stata in grado di sostenere i costi di gestione degli impianti e dello staff tecnico, rinunciando alla Serie B e cessando la trentennale attività sportiva.
Lo Sporting Modugno è stata un'altra società di calcio a 5 modugnese che milita nel campionato di serie B. Questa squadra giocava nel Palazzetto dello Sport di Modugno.
Solida è la tradizione pallavolistica modugnese, le cui due società di spicco sono l'A.S.D. Modugno Volley e l'usd Pallavolo Modugno. La prima è stata fondata nel 1995, nel 2006 ha raggiunto la serie A2, e da diversi anni milita nel campionato di serie C maschile. La seconda è stata fondata nel 1964; la sua squadra femminile nel campionato 2003/04 ha raggiunto la serie B2 e attualmente gareggia nella serie C regionale. Entrambe le squadre di pallavolo modugnesi gareggiano nel Palazzetto dello sport, contenitore sportivo che si è dimostrato inadeguato agli standard richiesti dalla FIPAV per i campionati superiori.
Il modugnese Michele Piccirillo è stato campione di pugilato nelle categoria di pesi welter W.B.U. e I.B.F..
Nella pallamano, sport non più praticato a Modugno, si è distinto Leonardo Lopasso, vincitore di 2 scudetti e 2 Coppe Italia con il Conversano (A/1), e nel 1997 vincendo la medaglia d'argento ai XIII Giochi del Mediterraneo, vestendo la maglia azzurra assoluta per 56 volte, si è fregiato di ben 2 stelle di bronzo al merito sportivo del CONI.
Altri sport praticati a buoni livelli agonistici sono il nuoto e la pallanuoto, che hanno conosciuto recentemente a Modugno un forte sviluppo grazie alla creazione dell'impianto delle piscine.
Nel 2012 è nata l'associazione Pantheres Rugby Team attiva nel rugby a 15 femminile, dopo due anni il sodalizio si è allargato al settore maschile e giovanile (cambiando il nome in Panthers Rugby Team) e partecipare anche ai vari campionati di categoria.

### Impianti sportivi
- Piscine Comunali. Nel febbraio del 2016 a seguito di un forte vento, la copertura che rivestiva il tetto dell'edificio fu completamente divelta. Sono attualmente oggetto di un importante progetto di riqualificazione. L’intervento complessivo prevede un investimento di 3,5 milioni di euro, finanziato con fondi comunali e un mutuo a tasso zero con l'Istituto per il Credito Sportivo. I lavori prevedono:  sostituzione di tutti gli infissi e serramenti, rifacimento degli impianti elettrici, idrici e di micro-clima interno, realizzazione di una piscina esterna 12mx25m provvista di cascata a "fungo" e idromassaggio, servizio di bar e ristorante, campi da padel. Ma punto cruciale dei lavori riguarda l'efficientamento energetico di tutto l'impianto natatorio: installazione di pannelli fotovoltaici, illuminazione con tecnologia LED, impianto geotermico acqua-acqua in grado di riscaldare e rinfrescare l'acqua delle vasche e degli ambienti a costo zero.
- Campo sportivo "Sigismondo Palmiotta". Realizzato alla fine degli anni novanta alle porte della città, ha un campo da calcio in erba sintetica, una pista d'atletica e una tribuna coperta con una capienza di 100 posti. È utilizzata dalla squadra di calcio della città, la Soccer Modugno e dalle compagini di rugby dei Panthers Rugby Team e talvolta è stato sede di sedute di allenamento della squadra professionistica di calcio AS Bari[214].
- Palazzetto dello Sport. Ha un campo di calcetto esterno e un campo coperto di pallacanestro e pallavolo. Realizzato nel 1986. Nel marzo 2021 sono iniziati i lavori di riqualifica dell'intera struttura secondo i più recenti standard ingegneristici, ampliando gli spogliatoi, allargando gli ingressi e le uscite, eliminando qualsiasi tipo di barriera architettonica per consentire un accesso sicuro a tutti gli ospiti e atleti, con una nuova tribuna sia esterna che interna. Inoltre si è previsto anche dal punto di vista del risparmio energetico, l'installazione sul terrazzo di un funzionale impianto fotovoltaico e un adeguato sistema di infissi e isolamento.
- Centro sportivo l'Oratorio. Di proprietà della curia arcivescovile di Bari, è affidato alla società Ma.ve.co. che ha provveduto alla realizzazione di un campo per calcio a 5 e uno per calcio a 7.